# Cavalier (échecs)
Pour les articles homonymes, voir cavalier.

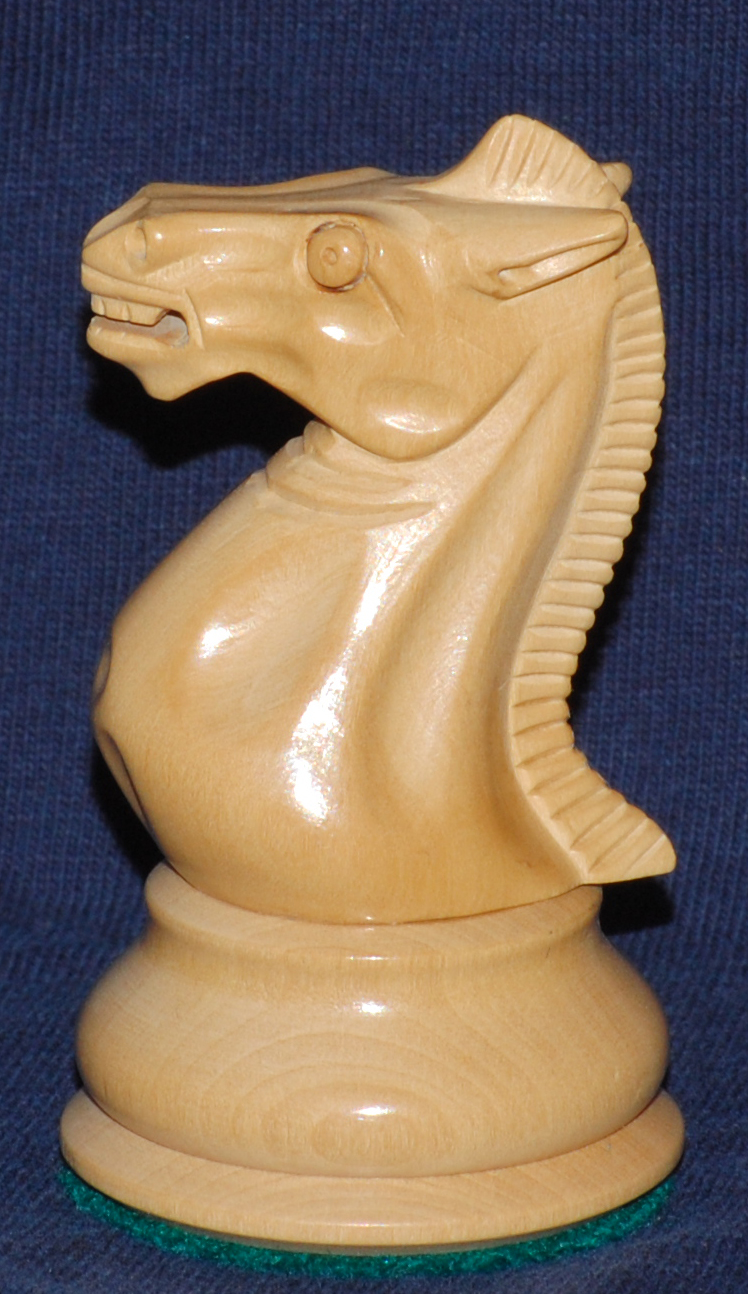
Un cavalier du jeu de pièces Staunton.

Le cavalier (♘, ♞), parfois appelé cheval est une pièce du jeu d'échecs, habituellement représentée par une tête de cheval, se déplaçant « en forme de L » d'une case horizontalement ou verticalement (pas en diagonale) puis perpendiculairement de deux cases. Le cavalier est la seule pièce pouvant sauter par dessus d'autres pièces.
Chacun des joueurs commence avec deux cavaliers, placés en b1 et g1 pour les blancs, et b8 et g8 pour les noirs.

## Position initiale et déplacement
Les cavaliers sont initialement au nombre de deux et présents entre les fous et les tours.
|   | a | b | c | d | e | f | g | h |   |
| 8 | cercle noir sur case blanche c6 · cercle noir sur case blanche e6 · cercle noir sur case blanche b5 · Cavalier blanc sur case blanche d5 · Fou blanc sur case noire e5 · cercle noir sur case blanche f5 · Cavalier noir sur case noire d4 · Dame blanche sur case blanche e4 · cercle noir sur case blanche b3 · cercle noir sur case blanche f3 · cercle noir sur case blanche c2 · cercle noir sur case blanche e2 | cercle noir sur case blanche c6 · cercle noir sur case blanche e6 · cercle noir sur case blanche b5 · Cavalier blanc sur case blanche d5 · Fou blanc sur case noire e5 · cercle noir sur case blanche f5 · Cavalier noir sur case noire d4 · Dame blanche sur case blanche e4 · cercle noir sur case blanche b3 · cercle noir sur case blanche f3 · cercle noir sur case blanche c2 · cercle noir sur case blanche e2 | cercle noir sur case blanche c6 · cercle noir sur case blanche e6 · cercle noir sur case blanche b5 · Cavalier blanc sur case blanche d5 · Fou blanc sur case noire e5 · cercle noir sur case blanche f5 · Cavalier noir sur case noire d4 · Dame blanche sur case blanche e4 · cercle noir sur case blanche b3 · cercle noir sur case blanche f3 · cercle noir sur case blanche c2 · cercle noir sur case blanche e2 | cercle noir sur case blanche c6 · cercle noir sur case blanche e6 · cercle noir sur case blanche b5 · Cavalier blanc sur case blanche d5 · Fou blanc sur case noire e5 · cercle noir sur case blanche f5 · Cavalier noir sur case noire d4 · Dame blanche sur case blanche e4 · cercle noir sur case blanche b3 · cercle noir sur case blanche f3 · cercle noir sur case blanche c2 · cercle noir sur case blanche e2 | cercle noir sur case blanche c6 · cercle noir sur case blanche e6 · cercle noir sur case blanche b5 · Cavalier blanc sur case blanche d5 · Fou blanc sur case noire e5 · cercle noir sur case blanche f5 · Cavalier noir sur case noire d4 · Dame blanche sur case blanche e4 · cercle noir sur case blanche b3 · cercle noir sur case blanche f3 · cercle noir sur case blanche c2 · cercle noir sur case blanche e2 | cercle noir sur case blanche c6 · cercle noir sur case blanche e6 · cercle noir sur case blanche b5 · Cavalier blanc sur case blanche d5 · Fou blanc sur case noire e5 · cercle noir sur case blanche f5 · Cavalier noir sur case noire d4 · Dame blanche sur case blanche e4 · cercle noir sur case blanche b3 · cercle noir sur case blanche f3 · cercle noir sur case blanche c2 · cercle noir sur case blanche e2 | cercle noir sur case blanche c6 · cercle noir sur case blanche e6 · cercle noir sur case blanche b5 · Cavalier blanc sur case blanche d5 · Fou blanc sur case noire e5 · cercle noir sur case blanche f5 · Cavalier noir sur case noire d4 · Dame blanche sur case blanche e4 · cercle noir sur case blanche b3 · cercle noir sur case blanche f3 · cercle noir sur case blanche c2 · cercle noir sur case blanche e2 | cercle noir sur case blanche c6 · cercle noir sur case blanche e6 · cercle noir sur case blanche b5 · Cavalier blanc sur case blanche d5 · Fou blanc sur case noire e5 · cercle noir sur case blanche f5 · Cavalier noir sur case noire d4 · Dame blanche sur case blanche e4 · cercle noir sur case blanche b3 · cercle noir sur case blanche f3 · cercle noir sur case blanche c2 · cercle noir sur case blanche e2 | 8 |
| 7 | cercle noir sur case blanche c6 · cercle noir sur case blanche e6 · cercle noir sur case blanche b5 · Cavalier blanc sur case blanche d5 · Fou blanc sur case noire e5 · cercle noir sur case blanche f5 · Cavalier noir sur case noire d4 · Dame blanche sur case blanche e4 · cercle noir sur case blanche b3 · cercle noir sur case blanche f3 · cercle noir sur case blanche c2 · cercle noir sur case blanche e2 | cercle noir sur case blanche c6 · cercle noir sur case blanche e6 · cercle noir sur case blanche b5 · Cavalier blanc sur case blanche d5 · Fou blanc sur case noire e5 · cercle noir sur case blanche f5 · Cavalier noir sur case noire d4 · Dame blanche sur case blanche e4 · cercle noir sur case blanche b3 · cercle noir sur case blanche f3 · cercle noir sur case blanche c2 · cercle noir sur case blanche e2 | cercle noir sur case blanche c6 · cercle noir sur case blanche e6 · cercle noir sur case blanche b5 · Cavalier blanc sur case blanche d5 · Fou blanc sur case noire e5 · cercle noir sur case blanche f5 · Cavalier noir sur case noire d4 · Dame blanche sur case blanche e4 · cercle noir sur case blanche b3 · cercle noir sur case blanche f3 · cercle noir sur case blanche c2 · cercle noir sur case blanche e2 | cercle noir sur case blanche c6 · cercle noir sur case blanche e6 · cercle noir sur case blanche b5 · Cavalier blanc sur case blanche d5 · Fou blanc sur case noire e5 · cercle noir sur case blanche f5 · Cavalier noir sur case noire d4 · Dame blanche sur case blanche e4 · cercle noir sur case blanche b3 · cercle noir sur case blanche f3 · cercle noir sur case blanche c2 · cercle noir sur case blanche e2 | cercle noir sur case blanche c6 · cercle noir sur case blanche e6 · cercle noir sur case blanche b5 · Cavalier blanc sur case blanche d5 · Fou blanc sur case noire e5 · cercle noir sur case blanche f5 · Cavalier noir sur case noire d4 · Dame blanche sur case blanche e4 · cercle noir sur case blanche b3 · cercle noir sur case blanche f3 · cercle noir sur case blanche c2 · cercle noir sur case blanche e2 | cercle noir sur case blanche c6 · cercle noir sur case blanche e6 · cercle noir sur case blanche b5 · Cavalier blanc sur case blanche d5 · Fou blanc sur case noire e5 · cercle noir sur case blanche f5 · Cavalier noir sur case noire d4 · Dame blanche sur case blanche e4 · cercle noir sur case blanche b3 · cercle noir sur case blanche f3 · cercle noir sur case blanche c2 · cercle noir sur case blanche e2 | cercle noir sur case blanche c6 · cercle noir sur case blanche e6 · cercle noir sur case blanche b5 · Cavalier blanc sur case blanche d5 · Fou blanc sur case noire e5 · cercle noir sur case blanche f5 · Cavalier noir sur case noire d4 · Dame blanche sur case blanche e4 · cercle noir sur case blanche b3 · cercle noir sur case blanche f3 · cercle noir sur case blanche c2 · cercle noir sur case blanche e2 | cercle noir sur case blanche c6 · cercle noir sur case blanche e6 · cercle noir sur case blanche b5 · Cavalier blanc sur case blanche d5 · Fou blanc sur case noire e5 · cercle noir sur case blanche f5 · Cavalier noir sur case noire d4 · Dame blanche sur case blanche e4 · cercle noir sur case blanche b3 · cercle noir sur case blanche f3 · cercle noir sur case blanche c2 · cercle noir sur case blanche e2 | 7 |
| 6 | cercle noir sur case blanche c6 · cercle noir sur case blanche e6 · cercle noir sur case blanche b5 · Cavalier blanc sur case blanche d5 · Fou blanc sur case noire e5 · cercle noir sur case blanche f5 · Cavalier noir sur case noire d4 · Dame blanche sur case blanche e4 · cercle noir sur case blanche b3 · cercle noir sur case blanche f3 · cercle noir sur case blanche c2 · cercle noir sur case blanche e2 | cercle noir sur case blanche c6 · cercle noir sur case blanche e6 · cercle noir sur case blanche b5 · Cavalier blanc sur case blanche d5 · Fou blanc sur case noire e5 · cercle noir sur case blanche f5 · Cavalier noir sur case noire d4 · Dame blanche sur case blanche e4 · cercle noir sur case blanche b3 · cercle noir sur case blanche f3 · cercle noir sur case blanche c2 · cercle noir sur case blanche e2 | cercle noir sur case blanche c6 · cercle noir sur case blanche e6 · cercle noir sur case blanche b5 · Cavalier blanc sur case blanche d5 · Fou blanc sur case noire e5 · cercle noir sur case blanche f5 · Cavalier noir sur case noire d4 · Dame blanche sur case blanche e4 · cercle noir sur case blanche b3 · cercle noir sur case blanche f3 · cercle noir sur case blanche c2 · cercle noir sur case blanche e2 | cercle noir sur case blanche c6 · cercle noir sur case blanche e6 · cercle noir sur case blanche b5 · Cavalier blanc sur case blanche d5 · Fou blanc sur case noire e5 · cercle noir sur case blanche f5 · Cavalier noir sur case noire d4 · Dame blanche sur case blanche e4 · cercle noir sur case blanche b3 · cercle noir sur case blanche f3 · cercle noir sur case blanche c2 · cercle noir sur case blanche e2 | cercle noir sur case blanche c6 · cercle noir sur case blanche e6 · cercle noir sur case blanche b5 · Cavalier blanc sur case blanche d5 · Fou blanc sur case noire e5 · cercle noir sur case blanche f5 · Cavalier noir sur case noire d4 · Dame blanche sur case blanche e4 · cercle noir sur case blanche b3 · cercle noir sur case blanche f3 · cercle noir sur case blanche c2 · cercle noir sur case blanche e2 | cercle noir sur case blanche c6 · cercle noir sur case blanche e6 · cercle noir sur case blanche b5 · Cavalier blanc sur case blanche d5 · Fou blanc sur case noire e5 · cercle noir sur case blanche f5 · Cavalier noir sur case noire d4 · Dame blanche sur case blanche e4 · cercle noir sur case blanche b3 · cercle noir sur case blanche f3 · cercle noir sur case blanche c2 · cercle noir sur case blanche e2 | cercle noir sur case blanche c6 · cercle noir sur case blanche e6 · cercle noir sur case blanche b5 · Cavalier blanc sur case blanche d5 · Fou blanc sur case noire e5 · cercle noir sur case blanche f5 · Cavalier noir sur case noire d4 · Dame blanche sur case blanche e4 · cercle noir sur case blanche b3 · cercle noir sur case blanche f3 · cercle noir sur case blanche c2 · cercle noir sur case blanche e2 | cercle noir sur case blanche c6 · cercle noir sur case blanche e6 · cercle noir sur case blanche b5 · Cavalier blanc sur case blanche d5 · Fou blanc sur case noire e5 · cercle noir sur case blanche f5 · Cavalier noir sur case noire d4 · Dame blanche sur case blanche e4 · cercle noir sur case blanche b3 · cercle noir sur case blanche f3 · cercle noir sur case blanche c2 · cercle noir sur case blanche e2 | 6 |
| 5 | cercle noir sur case blanche c6 · cercle noir sur case blanche e6 · cercle noir sur case blanche b5 · Cavalier blanc sur case blanche d5 · Fou blanc sur case noire e5 · cercle noir sur case blanche f5 · Cavalier noir sur case noire d4 · Dame blanche sur case blanche e4 · cercle noir sur case blanche b3 · cercle noir sur case blanche f3 · cercle noir sur case blanche c2 · cercle noir sur case blanche e2 | cercle noir sur case blanche c6 · cercle noir sur case blanche e6 · cercle noir sur case blanche b5 · Cavalier blanc sur case blanche d5 · Fou blanc sur case noire e5 · cercle noir sur case blanche f5 · Cavalier noir sur case noire d4 · Dame blanche sur case blanche e4 · cercle noir sur case blanche b3 · cercle noir sur case blanche f3 · cercle noir sur case blanche c2 · cercle noir sur case blanche e2 | cercle noir sur case blanche c6 · cercle noir sur case blanche e6 · cercle noir sur case blanche b5 · Cavalier blanc sur case blanche d5 · Fou blanc sur case noire e5 · cercle noir sur case blanche f5 · Cavalier noir sur case noire d4 · Dame blanche sur case blanche e4 · cercle noir sur case blanche b3 · cercle noir sur case blanche f3 · cercle noir sur case blanche c2 · cercle noir sur case blanche e2 | cercle noir sur case blanche c6 · cercle noir sur case blanche e6 · cercle noir sur case blanche b5 · Cavalier blanc sur case blanche d5 · Fou blanc sur case noire e5 · cercle noir sur case blanche f5 · Cavalier noir sur case noire d4 · Dame blanche sur case blanche e4 · cercle noir sur case blanche b3 · cercle noir sur case blanche f3 · cercle noir sur case blanche c2 · cercle noir sur case blanche e2 | cercle noir sur case blanche c6 · cercle noir sur case blanche e6 · cercle noir sur case blanche b5 · Cavalier blanc sur case blanche d5 · Fou blanc sur case noire e5 · cercle noir sur case blanche f5 · Cavalier noir sur case noire d4 · Dame blanche sur case blanche e4 · cercle noir sur case blanche b3 · cercle noir sur case blanche f3 · cercle noir sur case blanche c2 · cercle noir sur case blanche e2 | cercle noir sur case blanche c6 · cercle noir sur case blanche e6 · cercle noir sur case blanche b5 · Cavalier blanc sur case blanche d5 · Fou blanc sur case noire e5 · cercle noir sur case blanche f5 · Cavalier noir sur case noire d4 · Dame blanche sur case blanche e4 · cercle noir sur case blanche b3 · cercle noir sur case blanche f3 · cercle noir sur case blanche c2 · cercle noir sur case blanche e2 | cercle noir sur case blanche c6 · cercle noir sur case blanche e6 · cercle noir sur case blanche b5 · Cavalier blanc sur case blanche d5 · Fou blanc sur case noire e5 · cercle noir sur case blanche f5 · Cavalier noir sur case noire d4 · Dame blanche sur case blanche e4 · cercle noir sur case blanche b3 · cercle noir sur case blanche f3 · cercle noir sur case blanche c2 · cercle noir sur case blanche e2 | cercle noir sur case blanche c6 · cercle noir sur case blanche e6 · cercle noir sur case blanche b5 · Cavalier blanc sur case blanche d5 · Fou blanc sur case noire e5 · cercle noir sur case blanche f5 · Cavalier noir sur case noire d4 · Dame blanche sur case blanche e4 · cercle noir sur case blanche b3 · cercle noir sur case blanche f3 · cercle noir sur case blanche c2 · cercle noir sur case blanche e2 | 5 |
| 4 | cercle noir sur case blanche c6 · cercle noir sur case blanche e6 · cercle noir sur case blanche b5 · Cavalier blanc sur case blanche d5 · Fou blanc sur case noire e5 · cercle noir sur case blanche f5 · Cavalier noir sur case noire d4 · Dame blanche sur case blanche e4 · cercle noir sur case blanche b3 · cercle noir sur case blanche f3 · cercle noir sur case blanche c2 · cercle noir sur case blanche e2 | cercle noir sur case blanche c6 · cercle noir sur case blanche e6 · cercle noir sur case blanche b5 · Cavalier blanc sur case blanche d5 · Fou blanc sur case noire e5 · cercle noir sur case blanche f5 · Cavalier noir sur case noire d4 · Dame blanche sur case blanche e4 · cercle noir sur case blanche b3 · cercle noir sur case blanche f3 · cercle noir sur case blanche c2 · cercle noir sur case blanche e2 | cercle noir sur case blanche c6 · cercle noir sur case blanche e6 · cercle noir sur case blanche b5 · Cavalier blanc sur case blanche d5 · Fou blanc sur case noire e5 · cercle noir sur case blanche f5 · Cavalier noir sur case noire d4 · Dame blanche sur case blanche e4 · cercle noir sur case blanche b3 · cercle noir sur case blanche f3 · cercle noir sur case blanche c2 · cercle noir sur case blanche e2 | cercle noir sur case blanche c6 · cercle noir sur case blanche e6 · cercle noir sur case blanche b5 · Cavalier blanc sur case blanche d5 · Fou blanc sur case noire e5 · cercle noir sur case blanche f5 · Cavalier noir sur case noire d4 · Dame blanche sur case blanche e4 · cercle noir sur case blanche b3 · cercle noir sur case blanche f3 · cercle noir sur case blanche c2 · cercle noir sur case blanche e2 | cercle noir sur case blanche c6 · cercle noir sur case blanche e6 · cercle noir sur case blanche b5 · Cavalier blanc sur case blanche d5 · Fou blanc sur case noire e5 · cercle noir sur case blanche f5 · Cavalier noir sur case noire d4 · Dame blanche sur case blanche e4 · cercle noir sur case blanche b3 · cercle noir sur case blanche f3 · cercle noir sur case blanche c2 · cercle noir sur case blanche e2 | cercle noir sur case blanche c6 · cercle noir sur case blanche e6 · cercle noir sur case blanche b5 · Cavalier blanc sur case blanche d5 · Fou blanc sur case noire e5 · cercle noir sur case blanche f5 · Cavalier noir sur case noire d4 · Dame blanche sur case blanche e4 · cercle noir sur case blanche b3 · cercle noir sur case blanche f3 · cercle noir sur case blanche c2 · cercle noir sur case blanche e2 | cercle noir sur case blanche c6 · cercle noir sur case blanche e6 · cercle noir sur case blanche b5 · Cavalier blanc sur case blanche d5 · Fou blanc sur case noire e5 · cercle noir sur case blanche f5 · Cavalier noir sur case noire d4 · Dame blanche sur case blanche e4 · cercle noir sur case blanche b3 · cercle noir sur case blanche f3 · cercle noir sur case blanche c2 · cercle noir sur case blanche e2 | cercle noir sur case blanche c6 · cercle noir sur case blanche e6 · cercle noir sur case blanche b5 · Cavalier blanc sur case blanche d5 · Fou blanc sur case noire e5 · cercle noir sur case blanche f5 · Cavalier noir sur case noire d4 · Dame blanche sur case blanche e4 · cercle noir sur case blanche b3 · cercle noir sur case blanche f3 · cercle noir sur case blanche c2 · cercle noir sur case blanche e2 | 4 |
| 3 | cercle noir sur case blanche c6 · cercle noir sur case blanche e6 · cercle noir sur case blanche b5 · Cavalier blanc sur case blanche d5 · Fou blanc sur case noire e5 · cercle noir sur case blanche f5 · Cavalier noir sur case noire d4 · Dame blanche sur case blanche e4 · cercle noir sur case blanche b3 · cercle noir sur case blanche f3 · cercle noir sur case blanche c2 · cercle noir sur case blanche e2 | cercle noir sur case blanche c6 · cercle noir sur case blanche e6 · cercle noir sur case blanche b5 · Cavalier blanc sur case blanche d5 · Fou blanc sur case noire e5 · cercle noir sur case blanche f5 · Cavalier noir sur case noire d4 · Dame blanche sur case blanche e4 · cercle noir sur case blanche b3 · cercle noir sur case blanche f3 · cercle noir sur case blanche c2 · cercle noir sur case blanche e2 | cercle noir sur case blanche c6 · cercle noir sur case blanche e6 · cercle noir sur case blanche b5 · Cavalier blanc sur case blanche d5 · Fou blanc sur case noire e5 · cercle noir sur case blanche f5 · Cavalier noir sur case noire d4 · Dame blanche sur case blanche e4 · cercle noir sur case blanche b3 · cercle noir sur case blanche f3 · cercle noir sur case blanche c2 · cercle noir sur case blanche e2 | cercle noir sur case blanche c6 · cercle noir sur case blanche e6 · cercle noir sur case blanche b5 · Cavalier blanc sur case blanche d5 · Fou blanc sur case noire e5 · cercle noir sur case blanche f5 · Cavalier noir sur case noire d4 · Dame blanche sur case blanche e4 · cercle noir sur case blanche b3 · cercle noir sur case blanche f3 · cercle noir sur case blanche c2 · cercle noir sur case blanche e2 | cercle noir sur case blanche c6 · cercle noir sur case blanche e6 · cercle noir sur case blanche b5 · Cavalier blanc sur case blanche d5 · Fou blanc sur case noire e5 · cercle noir sur case blanche f5 · Cavalier noir sur case noire d4 · Dame blanche sur case blanche e4 · cercle noir sur case blanche b3 · cercle noir sur case blanche f3 · cercle noir sur case blanche c2 · cercle noir sur case blanche e2 | cercle noir sur case blanche c6 · cercle noir sur case blanche e6 · cercle noir sur case blanche b5 · Cavalier blanc sur case blanche d5 · Fou blanc sur case noire e5 · cercle noir sur case blanche f5 · Cavalier noir sur case noire d4 · Dame blanche sur case blanche e4 · cercle noir sur case blanche b3 · cercle noir sur case blanche f3 · cercle noir sur case blanche c2 · cercle noir sur case blanche e2 | cercle noir sur case blanche c6 · cercle noir sur case blanche e6 · cercle noir sur case blanche b5 · Cavalier blanc sur case blanche d5 · Fou blanc sur case noire e5 · cercle noir sur case blanche f5 · Cavalier noir sur case noire d4 · Dame blanche sur case blanche e4 · cercle noir sur case blanche b3 · cercle noir sur case blanche f3 · cercle noir sur case blanche c2 · cercle noir sur case blanche e2 | cercle noir sur case blanche c6 · cercle noir sur case blanche e6 · cercle noir sur case blanche b5 · Cavalier blanc sur case blanche d5 · Fou blanc sur case noire e5 · cercle noir sur case blanche f5 · Cavalier noir sur case noire d4 · Dame blanche sur case blanche e4 · cercle noir sur case blanche b3 · cercle noir sur case blanche f3 · cercle noir sur case blanche c2 · cercle noir sur case blanche e2 | 3 |
| 2 | cercle noir sur case blanche c6 · cercle noir sur case blanche e6 · cercle noir sur case blanche b5 · Cavalier blanc sur case blanche d5 · Fou blanc sur case noire e5 · cercle noir sur case blanche f5 · Cavalier noir sur case noire d4 · Dame blanche sur case blanche e4 · cercle noir sur case blanche b3 · cercle noir sur case blanche f3 · cercle noir sur case blanche c2 · cercle noir sur case blanche e2 | cercle noir sur case blanche c6 · cercle noir sur case blanche e6 · cercle noir sur case blanche b5 · Cavalier blanc sur case blanche d5 · Fou blanc sur case noire e5 · cercle noir sur case blanche f5 · Cavalier noir sur case noire d4 · Dame blanche sur case blanche e4 · cercle noir sur case blanche b3 · cercle noir sur case blanche f3 · cercle noir sur case blanche c2 · cercle noir sur case blanche e2 | cercle noir sur case blanche c6 · cercle noir sur case blanche e6 · cercle noir sur case blanche b5 · Cavalier blanc sur case blanche d5 · Fou blanc sur case noire e5 · cercle noir sur case blanche f5 · Cavalier noir sur case noire d4 · Dame blanche sur case blanche e4 · cercle noir sur case blanche b3 · cercle noir sur case blanche f3 · cercle noir sur case blanche c2 · cercle noir sur case blanche e2 | cercle noir sur case blanche c6 · cercle noir sur case blanche e6 · cercle noir sur case blanche b5 · Cavalier blanc sur case blanche d5 · Fou blanc sur case noire e5 · cercle noir sur case blanche f5 · Cavalier noir sur case noire d4 · Dame blanche sur case blanche e4 · cercle noir sur case blanche b3 · cercle noir sur case blanche f3 · cercle noir sur case blanche c2 · cercle noir sur case blanche e2 | cercle noir sur case blanche c6 · cercle noir sur case blanche e6 · cercle noir sur case blanche b5 · Cavalier blanc sur case blanche d5 · Fou blanc sur case noire e5 · cercle noir sur case blanche f5 · Cavalier noir sur case noire d4 · Dame blanche sur case blanche e4 · cercle noir sur case blanche b3 · cercle noir sur case blanche f3 · cercle noir sur case blanche c2 · cercle noir sur case blanche e2 | cercle noir sur case blanche c6 · cercle noir sur case blanche e6 · cercle noir sur case blanche b5 · Cavalier blanc sur case blanche d5 · Fou blanc sur case noire e5 · cercle noir sur case blanche f5 · Cavalier noir sur case noire d4 · Dame blanche sur case blanche e4 · cercle noir sur case blanche b3 · cercle noir sur case blanche f3 · cercle noir sur case blanche c2 · cercle noir sur case blanche e2 | cercle noir sur case blanche c6 · cercle noir sur case blanche e6 · cercle noir sur case blanche b5 · Cavalier blanc sur case blanche d5 · Fou blanc sur case noire e5 · cercle noir sur case blanche f5 · Cavalier noir sur case noire d4 · Dame blanche sur case blanche e4 · cercle noir sur case blanche b3 · cercle noir sur case blanche f3 · cercle noir sur case blanche c2 · cercle noir sur case blanche e2 | cercle noir sur case blanche c6 · cercle noir sur case blanche e6 · cercle noir sur case blanche b5 · Cavalier blanc sur case blanche d5 · Fou blanc sur case noire e5 · cercle noir sur case blanche f5 · Cavalier noir sur case noire d4 · Dame blanche sur case blanche e4 · cercle noir sur case blanche b3 · cercle noir sur case blanche f3 · cercle noir sur case blanche c2 · cercle noir sur case blanche e2 | 2 |
| 1 | cercle noir sur case blanche c6 · cercle noir sur case blanche e6 · cercle noir sur case blanche b5 · Cavalier blanc sur case blanche d5 · Fou blanc sur case noire e5 · cercle noir sur case blanche f5 · Cavalier noir sur case noire d4 · Dame blanche sur case blanche e4 · cercle noir sur case blanche b3 · cercle noir sur case blanche f3 · cercle noir sur case blanche c2 · cercle noir sur case blanche e2 | cercle noir sur case blanche c6 · cercle noir sur case blanche e6 · cercle noir sur case blanche b5 · Cavalier blanc sur case blanche d5 · Fou blanc sur case noire e5 · cercle noir sur case blanche f5 · Cavalier noir sur case noire d4 · Dame blanche sur case blanche e4 · cercle noir sur case blanche b3 · cercle noir sur case blanche f3 · cercle noir sur case blanche c2 · cercle noir sur case blanche e2 | cercle noir sur case blanche c6 · cercle noir sur case blanche e6 · cercle noir sur case blanche b5 · Cavalier blanc sur case blanche d5 · Fou blanc sur case noire e5 · cercle noir sur case blanche f5 · Cavalier noir sur case noire d4 · Dame blanche sur case blanche e4 · cercle noir sur case blanche b3 · cercle noir sur case blanche f3 · cercle noir sur case blanche c2 · cercle noir sur case blanche e2 | cercle noir sur case blanche c6 · cercle noir sur case blanche e6 · cercle noir sur case blanche b5 · Cavalier blanc sur case blanche d5 · Fou blanc sur case noire e5 · cercle noir sur case blanche f5 · Cavalier noir sur case noire d4 · Dame blanche sur case blanche e4 · cercle noir sur case blanche b3 · cercle noir sur case blanche f3 · cercle noir sur case blanche c2 · cercle noir sur case blanche e2 | cercle noir sur case blanche c6 · cercle noir sur case blanche e6 · cercle noir sur case blanche b5 · Cavalier blanc sur case blanche d5 · Fou blanc sur case noire e5 · cercle noir sur case blanche f5 · Cavalier noir sur case noire d4 · Dame blanche sur case blanche e4 · cercle noir sur case blanche b3 · cercle noir sur case blanche f3 · cercle noir sur case blanche c2 · cercle noir sur case blanche e2 | cercle noir sur case blanche c6 · cercle noir sur case blanche e6 · cercle noir sur case blanche b5 · Cavalier blanc sur case blanche d5 · Fou blanc sur case noire e5 · cercle noir sur case blanche f5 · Cavalier noir sur case noire d4 · Dame blanche sur case blanche e4 · cercle noir sur case blanche b3 · cercle noir sur case blanche f3 · cercle noir sur case blanche c2 · cercle noir sur case blanche e2 | cercle noir sur case blanche c6 · cercle noir sur case blanche e6 · cercle noir sur case blanche b5 · Cavalier blanc sur case blanche d5 · Fou blanc sur case noire e5 · cercle noir sur case blanche f5 · Cavalier noir sur case noire d4 · Dame blanche sur case blanche e4 · cercle noir sur case blanche b3 · cercle noir sur case blanche f3 · cercle noir sur case blanche c2 · cercle noir sur case blanche e2 | cercle noir sur case blanche c6 · cercle noir sur case blanche e6 · cercle noir sur case blanche b5 · Cavalier blanc sur case blanche d5 · Fou blanc sur case noire e5 · cercle noir sur case blanche f5 · Cavalier noir sur case noire d4 · Dame blanche sur case blanche e4 · cercle noir sur case blanche b3 · cercle noir sur case blanche f3 · cercle noir sur case blanche c2 · cercle noir sur case blanche e2 | 1 |
|   | a | b | c | d | e | f | g | h |   |

Le déplacement du cavalier est atypique car il est la seule pièce qui ne bouge pas « en ligne » comme les fous, les tours et les dames. Il se déplace « en forme de L », c’est-à-dire de deux cases sur sa rangée ou sa colonne puis d'une case perpendiculairement (« à gauche » ou « à droite »). Xavier Tartakover, dans son Bréviaire des échecs, rapporte la définition suivante de la marche du cavalier due à M. Delangre : « Le Cavalier va d'une case noire à une case blanche (ou inversement) en sautant une case ». C'est la seule pièce du jeu qui ne soit pas bloquée dans son déplacement par les autres pièces. Cette particularité le rend très utile dans les positions fermées. Le cavalier permet aussi de faire des fourchettes (menace de deux pièces à la fois).
Son déplacement fait que la pièce alterne entre les couleurs de cases.

## Stratégie
Le cavalier est une pièce mineure et a une valeur à peu près équivalente à celle du fou, la différence tient aux caractéristiques particulières de la position. La force du cavalier s'amoindrit au fur et à mesure des échanges de pièces. Le cavalier est souvent la première pièce à entrer en jeu (et également une des premières à disparaître). Plusieurs ouvertures commencent d'ailleurs par un coup de cavalier : début Réti, défense Alekhine, défense Nimzowitsch du pion-roi, toutes les défenses indiennes, etc. D'autres sont caractérisées par le grand nombre de mouvements de cavalier qu'un des deux camps doit concéder dans l'ouverture : par exemple, la variante Svechnikov.
|   | a | b | c | d | e | f | g | h |   |
| 8 | Tour noire sur case noire b8 · Tour noire sur case noire f8 · Roi noir sur case blanche g8 · Cavalier blanc sur case blanche d7 · Pion noir sur case blanche f7 · Pion noir sur case noire g7 · Pion noir sur case blanche h7 · Cavalier noir sur case blanche c6 · Fou noir sur case noire d6 · Pion noir sur case blanche e6 · Dame noire sur case noire f6 · Pion noir sur case noire a5 · Pion noir sur case blanche b5 · Pion noir sur case noire c5 · Pion noir sur case blanche d5 · Pion blanc sur case noire d4 · Pion blanc sur case noire f4 · Pion blanc sur case noire c3 · Fou blanc sur case blanche d3 · Pion blanc sur case noire e3 · Dame blanche sur case blanche f3 · Pion blanc sur case blanche a2 · Pion blanc sur case noire b2 · Cavalier blanc sur case noire d2 · Pion blanc sur case blanche g2 · Pion blanc sur case noire h2 · Tour blanche sur case noire a1 · Roi blanc sur case noire e1 · Tour blanche sur case blanche h1 | Tour noire sur case noire b8 · Tour noire sur case noire f8 · Roi noir sur case blanche g8 · Cavalier blanc sur case blanche d7 · Pion noir sur case blanche f7 · Pion noir sur case noire g7 · Pion noir sur case blanche h7 · Cavalier noir sur case blanche c6 · Fou noir sur case noire d6 · Pion noir sur case blanche e6 · Dame noire sur case noire f6 · Pion noir sur case noire a5 · Pion noir sur case blanche b5 · Pion noir sur case noire c5 · Pion noir sur case blanche d5 · Pion blanc sur case noire d4 · Pion blanc sur case noire f4 · Pion blanc sur case noire c3 · Fou blanc sur case blanche d3 · Pion blanc sur case noire e3 · Dame blanche sur case blanche f3 · Pion blanc sur case blanche a2 · Pion blanc sur case noire b2 · Cavalier blanc sur case noire d2 · Pion blanc sur case blanche g2 · Pion blanc sur case noire h2 · Tour blanche sur case noire a1 · Roi blanc sur case noire e1 · Tour blanche sur case blanche h1 | Tour noire sur case noire b8 · Tour noire sur case noire f8 · Roi noir sur case blanche g8 · Cavalier blanc sur case blanche d7 · Pion noir sur case blanche f7 · Pion noir sur case noire g7 · Pion noir sur case blanche h7 · Cavalier noir sur case blanche c6 · Fou noir sur case noire d6 · Pion noir sur case blanche e6 · Dame noire sur case noire f6 · Pion noir sur case noire a5 · Pion noir sur case blanche b5 · Pion noir sur case noire c5 · Pion noir sur case blanche d5 · Pion blanc sur case noire d4 · Pion blanc sur case noire f4 · Pion blanc sur case noire c3 · Fou blanc sur case blanche d3 · Pion blanc sur case noire e3 · Dame blanche sur case blanche f3 · Pion blanc sur case blanche a2 · Pion blanc sur case noire b2 · Cavalier blanc sur case noire d2 · Pion blanc sur case blanche g2 · Pion blanc sur case noire h2 · Tour blanche sur case noire a1 · Roi blanc sur case noire e1 · Tour blanche sur case blanche h1 | Tour noire sur case noire b8 · Tour noire sur case noire f8 · Roi noir sur case blanche g8 · Cavalier blanc sur case blanche d7 · Pion noir sur case blanche f7 · Pion noir sur case noire g7 · Pion noir sur case blanche h7 · Cavalier noir sur case blanche c6 · Fou noir sur case noire d6 · Pion noir sur case blanche e6 · Dame noire sur case noire f6 · Pion noir sur case noire a5 · Pion noir sur case blanche b5 · Pion noir sur case noire c5 · Pion noir sur case blanche d5 · Pion blanc sur case noire d4 · Pion blanc sur case noire f4 · Pion blanc sur case noire c3 · Fou blanc sur case blanche d3 · Pion blanc sur case noire e3 · Dame blanche sur case blanche f3 · Pion blanc sur case blanche a2 · Pion blanc sur case noire b2 · Cavalier blanc sur case noire d2 · Pion blanc sur case blanche g2 · Pion blanc sur case noire h2 · Tour blanche sur case noire a1 · Roi blanc sur case noire e1 · Tour blanche sur case blanche h1 | Tour noire sur case noire b8 · Tour noire sur case noire f8 · Roi noir sur case blanche g8 · Cavalier blanc sur case blanche d7 · Pion noir sur case blanche f7 · Pion noir sur case noire g7 · Pion noir sur case blanche h7 · Cavalier noir sur case blanche c6 · Fou noir sur case noire d6 · Pion noir sur case blanche e6 · Dame noire sur case noire f6 · Pion noir sur case noire a5 · Pion noir sur case blanche b5 · Pion noir sur case noire c5 · Pion noir sur case blanche d5 · Pion blanc sur case noire d4 · Pion blanc sur case noire f4 · Pion blanc sur case noire c3 · Fou blanc sur case blanche d3 · Pion blanc sur case noire e3 · Dame blanche sur case blanche f3 · Pion blanc sur case blanche a2 · Pion blanc sur case noire b2 · Cavalier blanc sur case noire d2 · Pion blanc sur case blanche g2 · Pion blanc sur case noire h2 · Tour blanche sur case noire a1 · Roi blanc sur case noire e1 · Tour blanche sur case blanche h1 | Tour noire sur case noire b8 · Tour noire sur case noire f8 · Roi noir sur case blanche g8 · Cavalier blanc sur case blanche d7 · Pion noir sur case blanche f7 · Pion noir sur case noire g7 · Pion noir sur case blanche h7 · Cavalier noir sur case blanche c6 · Fou noir sur case noire d6 · Pion noir sur case blanche e6 · Dame noire sur case noire f6 · Pion noir sur case noire a5 · Pion noir sur case blanche b5 · Pion noir sur case noire c5 · Pion noir sur case blanche d5 · Pion blanc sur case noire d4 · Pion blanc sur case noire f4 · Pion blanc sur case noire c3 · Fou blanc sur case blanche d3 · Pion blanc sur case noire e3 · Dame blanche sur case blanche f3 · Pion blanc sur case blanche a2 · Pion blanc sur case noire b2 · Cavalier blanc sur case noire d2 · Pion blanc sur case blanche g2 · Pion blanc sur case noire h2 · Tour blanche sur case noire a1 · Roi blanc sur case noire e1 · Tour blanche sur case blanche h1 | Tour noire sur case noire b8 · Tour noire sur case noire f8 · Roi noir sur case blanche g8 · Cavalier blanc sur case blanche d7 · Pion noir sur case blanche f7 · Pion noir sur case noire g7 · Pion noir sur case blanche h7 · Cavalier noir sur case blanche c6 · Fou noir sur case noire d6 · Pion noir sur case blanche e6 · Dame noire sur case noire f6 · Pion noir sur case noire a5 · Pion noir sur case blanche b5 · Pion noir sur case noire c5 · Pion noir sur case blanche d5 · Pion blanc sur case noire d4 · Pion blanc sur case noire f4 · Pion blanc sur case noire c3 · Fou blanc sur case blanche d3 · Pion blanc sur case noire e3 · Dame blanche sur case blanche f3 · Pion blanc sur case blanche a2 · Pion blanc sur case noire b2 · Cavalier blanc sur case noire d2 · Pion blanc sur case blanche g2 · Pion blanc sur case noire h2 · Tour blanche sur case noire a1 · Roi blanc sur case noire e1 · Tour blanche sur case blanche h1 | Tour noire sur case noire b8 · Tour noire sur case noire f8 · Roi noir sur case blanche g8 · Cavalier blanc sur case blanche d7 · Pion noir sur case blanche f7 · Pion noir sur case noire g7 · Pion noir sur case blanche h7 · Cavalier noir sur case blanche c6 · Fou noir sur case noire d6 · Pion noir sur case blanche e6 · Dame noire sur case noire f6 · Pion noir sur case noire a5 · Pion noir sur case blanche b5 · Pion noir sur case noire c5 · Pion noir sur case blanche d5 · Pion blanc sur case noire d4 · Pion blanc sur case noire f4 · Pion blanc sur case noire c3 · Fou blanc sur case blanche d3 · Pion blanc sur case noire e3 · Dame blanche sur case blanche f3 · Pion blanc sur case blanche a2 · Pion blanc sur case noire b2 · Cavalier blanc sur case noire d2 · Pion blanc sur case blanche g2 · Pion blanc sur case noire h2 · Tour blanche sur case noire a1 · Roi blanc sur case noire e1 · Tour blanche sur case blanche h1 | 8 |
| 7 | Tour noire sur case noire b8 · Tour noire sur case noire f8 · Roi noir sur case blanche g8 · Cavalier blanc sur case blanche d7 · Pion noir sur case blanche f7 · Pion noir sur case noire g7 · Pion noir sur case blanche h7 · Cavalier noir sur case blanche c6 · Fou noir sur case noire d6 · Pion noir sur case blanche e6 · Dame noire sur case noire f6 · Pion noir sur case noire a5 · Pion noir sur case blanche b5 · Pion noir sur case noire c5 · Pion noir sur case blanche d5 · Pion blanc sur case noire d4 · Pion blanc sur case noire f4 · Pion blanc sur case noire c3 · Fou blanc sur case blanche d3 · Pion blanc sur case noire e3 · Dame blanche sur case blanche f3 · Pion blanc sur case blanche a2 · Pion blanc sur case noire b2 · Cavalier blanc sur case noire d2 · Pion blanc sur case blanche g2 · Pion blanc sur case noire h2 · Tour blanche sur case noire a1 · Roi blanc sur case noire e1 · Tour blanche sur case blanche h1 | Tour noire sur case noire b8 · Tour noire sur case noire f8 · Roi noir sur case blanche g8 · Cavalier blanc sur case blanche d7 · Pion noir sur case blanche f7 · Pion noir sur case noire g7 · Pion noir sur case blanche h7 · Cavalier noir sur case blanche c6 · Fou noir sur case noire d6 · Pion noir sur case blanche e6 · Dame noire sur case noire f6 · Pion noir sur case noire a5 · Pion noir sur case blanche b5 · Pion noir sur case noire c5 · Pion noir sur case blanche d5 · Pion blanc sur case noire d4 · Pion blanc sur case noire f4 · Pion blanc sur case noire c3 · Fou blanc sur case blanche d3 · Pion blanc sur case noire e3 · Dame blanche sur case blanche f3 · Pion blanc sur case blanche a2 · Pion blanc sur case noire b2 · Cavalier blanc sur case noire d2 · Pion blanc sur case blanche g2 · Pion blanc sur case noire h2 · Tour blanche sur case noire a1 · Roi blanc sur case noire e1 · Tour blanche sur case blanche h1 | Tour noire sur case noire b8 · Tour noire sur case noire f8 · Roi noir sur case blanche g8 · Cavalier blanc sur case blanche d7 · Pion noir sur case blanche f7 · Pion noir sur case noire g7 · Pion noir sur case blanche h7 · Cavalier noir sur case blanche c6 · Fou noir sur case noire d6 · Pion noir sur case blanche e6 · Dame noire sur case noire f6 · Pion noir sur case noire a5 · Pion noir sur case blanche b5 · Pion noir sur case noire c5 · Pion noir sur case blanche d5 · Pion blanc sur case noire d4 · Pion blanc sur case noire f4 · Pion blanc sur case noire c3 · Fou blanc sur case blanche d3 · Pion blanc sur case noire e3 · Dame blanche sur case blanche f3 · Pion blanc sur case blanche a2 · Pion blanc sur case noire b2 · Cavalier blanc sur case noire d2 · Pion blanc sur case blanche g2 · Pion blanc sur case noire h2 · Tour blanche sur case noire a1 · Roi blanc sur case noire e1 · Tour blanche sur case blanche h1 | Tour noire sur case noire b8 · Tour noire sur case noire f8 · Roi noir sur case blanche g8 · Cavalier blanc sur case blanche d7 · Pion noir sur case blanche f7 · Pion noir sur case noire g7 · Pion noir sur case blanche h7 · Cavalier noir sur case blanche c6 · Fou noir sur case noire d6 · Pion noir sur case blanche e6 · Dame noire sur case noire f6 · Pion noir sur case noire a5 · Pion noir sur case blanche b5 · Pion noir sur case noire c5 · Pion noir sur case blanche d5 · Pion blanc sur case noire d4 · Pion blanc sur case noire f4 · Pion blanc sur case noire c3 · Fou blanc sur case blanche d3 · Pion blanc sur case noire e3 · Dame blanche sur case blanche f3 · Pion blanc sur case blanche a2 · Pion blanc sur case noire b2 · Cavalier blanc sur case noire d2 · Pion blanc sur case blanche g2 · Pion blanc sur case noire h2 · Tour blanche sur case noire a1 · Roi blanc sur case noire e1 · Tour blanche sur case blanche h1 | Tour noire sur case noire b8 · Tour noire sur case noire f8 · Roi noir sur case blanche g8 · Cavalier blanc sur case blanche d7 · Pion noir sur case blanche f7 · Pion noir sur case noire g7 · Pion noir sur case blanche h7 · Cavalier noir sur case blanche c6 · Fou noir sur case noire d6 · Pion noir sur case blanche e6 · Dame noire sur case noire f6 · Pion noir sur case noire a5 · Pion noir sur case blanche b5 · Pion noir sur case noire c5 · Pion noir sur case blanche d5 · Pion blanc sur case noire d4 · Pion blanc sur case noire f4 · Pion blanc sur case noire c3 · Fou blanc sur case blanche d3 · Pion blanc sur case noire e3 · Dame blanche sur case blanche f3 · Pion blanc sur case blanche a2 · Pion blanc sur case noire b2 · Cavalier blanc sur case noire d2 · Pion blanc sur case blanche g2 · Pion blanc sur case noire h2 · Tour blanche sur case noire a1 · Roi blanc sur case noire e1 · Tour blanche sur case blanche h1 | Tour noire sur case noire b8 · Tour noire sur case noire f8 · Roi noir sur case blanche g8 · Cavalier blanc sur case blanche d7 · Pion noir sur case blanche f7 · Pion noir sur case noire g7 · Pion noir sur case blanche h7 · Cavalier noir sur case blanche c6 · Fou noir sur case noire d6 · Pion noir sur case blanche e6 · Dame noire sur case noire f6 · Pion noir sur case noire a5 · Pion noir sur case blanche b5 · Pion noir sur case noire c5 · Pion noir sur case blanche d5 · Pion blanc sur case noire d4 · Pion blanc sur case noire f4 · Pion blanc sur case noire c3 · Fou blanc sur case blanche d3 · Pion blanc sur case noire e3 · Dame blanche sur case blanche f3 · Pion blanc sur case blanche a2 · Pion blanc sur case noire b2 · Cavalier blanc sur case noire d2 · Pion blanc sur case blanche g2 · Pion blanc sur case noire h2 · Tour blanche sur case noire a1 · Roi blanc sur case noire e1 · Tour blanche sur case blanche h1 | Tour noire sur case noire b8 · Tour noire sur case noire f8 · Roi noir sur case blanche g8 · Cavalier blanc sur case blanche d7 · Pion noir sur case blanche f7 · Pion noir sur case noire g7 · Pion noir sur case blanche h7 · Cavalier noir sur case blanche c6 · Fou noir sur case noire d6 · Pion noir sur case blanche e6 · Dame noire sur case noire f6 · Pion noir sur case noire a5 · Pion noir sur case blanche b5 · Pion noir sur case noire c5 · Pion noir sur case blanche d5 · Pion blanc sur case noire d4 · Pion blanc sur case noire f4 · Pion blanc sur case noire c3 · Fou blanc sur case blanche d3 · Pion blanc sur case noire e3 · Dame blanche sur case blanche f3 · Pion blanc sur case blanche a2 · Pion blanc sur case noire b2 · Cavalier blanc sur case noire d2 · Pion blanc sur case blanche g2 · Pion blanc sur case noire h2 · Tour blanche sur case noire a1 · Roi blanc sur case noire e1 · Tour blanche sur case blanche h1 | Tour noire sur case noire b8 · Tour noire sur case noire f8 · Roi noir sur case blanche g8 · Cavalier blanc sur case blanche d7 · Pion noir sur case blanche f7 · Pion noir sur case noire g7 · Pion noir sur case blanche h7 · Cavalier noir sur case blanche c6 · Fou noir sur case noire d6 · Pion noir sur case blanche e6 · Dame noire sur case noire f6 · Pion noir sur case noire a5 · Pion noir sur case blanche b5 · Pion noir sur case noire c5 · Pion noir sur case blanche d5 · Pion blanc sur case noire d4 · Pion blanc sur case noire f4 · Pion blanc sur case noire c3 · Fou blanc sur case blanche d3 · Pion blanc sur case noire e3 · Dame blanche sur case blanche f3 · Pion blanc sur case blanche a2 · Pion blanc sur case noire b2 · Cavalier blanc sur case noire d2 · Pion blanc sur case blanche g2 · Pion blanc sur case noire h2 · Tour blanche sur case noire a1 · Roi blanc sur case noire e1 · Tour blanche sur case blanche h1 | 7 |
| 6 | Tour noire sur case noire b8 · Tour noire sur case noire f8 · Roi noir sur case blanche g8 · Cavalier blanc sur case blanche d7 · Pion noir sur case blanche f7 · Pion noir sur case noire g7 · Pion noir sur case blanche h7 · Cavalier noir sur case blanche c6 · Fou noir sur case noire d6 · Pion noir sur case blanche e6 · Dame noire sur case noire f6 · Pion noir sur case noire a5 · Pion noir sur case blanche b5 · Pion noir sur case noire c5 · Pion noir sur case blanche d5 · Pion blanc sur case noire d4 · Pion blanc sur case noire f4 · Pion blanc sur case noire c3 · Fou blanc sur case blanche d3 · Pion blanc sur case noire e3 · Dame blanche sur case blanche f3 · Pion blanc sur case blanche a2 · Pion blanc sur case noire b2 · Cavalier blanc sur case noire d2 · Pion blanc sur case blanche g2 · Pion blanc sur case noire h2 · Tour blanche sur case noire a1 · Roi blanc sur case noire e1 · Tour blanche sur case blanche h1 | Tour noire sur case noire b8 · Tour noire sur case noire f8 · Roi noir sur case blanche g8 · Cavalier blanc sur case blanche d7 · Pion noir sur case blanche f7 · Pion noir sur case noire g7 · Pion noir sur case blanche h7 · Cavalier noir sur case blanche c6 · Fou noir sur case noire d6 · Pion noir sur case blanche e6 · Dame noire sur case noire f6 · Pion noir sur case noire a5 · Pion noir sur case blanche b5 · Pion noir sur case noire c5 · Pion noir sur case blanche d5 · Pion blanc sur case noire d4 · Pion blanc sur case noire f4 · Pion blanc sur case noire c3 · Fou blanc sur case blanche d3 · Pion blanc sur case noire e3 · Dame blanche sur case blanche f3 · Pion blanc sur case blanche a2 · Pion blanc sur case noire b2 · Cavalier blanc sur case noire d2 · Pion blanc sur case blanche g2 · Pion blanc sur case noire h2 · Tour blanche sur case noire a1 · Roi blanc sur case noire e1 · Tour blanche sur case blanche h1 | Tour noire sur case noire b8 · Tour noire sur case noire f8 · Roi noir sur case blanche g8 · Cavalier blanc sur case blanche d7 · Pion noir sur case blanche f7 · Pion noir sur case noire g7 · Pion noir sur case blanche h7 · Cavalier noir sur case blanche c6 · Fou noir sur case noire d6 · Pion noir sur case blanche e6 · Dame noire sur case noire f6 · Pion noir sur case noire a5 · Pion noir sur case blanche b5 · Pion noir sur case noire c5 · Pion noir sur case blanche d5 · Pion blanc sur case noire d4 · Pion blanc sur case noire f4 · Pion blanc sur case noire c3 · Fou blanc sur case blanche d3 · Pion blanc sur case noire e3 · Dame blanche sur case blanche f3 · Pion blanc sur case blanche a2 · Pion blanc sur case noire b2 · Cavalier blanc sur case noire d2 · Pion blanc sur case blanche g2 · Pion blanc sur case noire h2 · Tour blanche sur case noire a1 · Roi blanc sur case noire e1 · Tour blanche sur case blanche h1 | Tour noire sur case noire b8 · Tour noire sur case noire f8 · Roi noir sur case blanche g8 · Cavalier blanc sur case blanche d7 · Pion noir sur case blanche f7 · Pion noir sur case noire g7 · Pion noir sur case blanche h7 · Cavalier noir sur case blanche c6 · Fou noir sur case noire d6 · Pion noir sur case blanche e6 · Dame noire sur case noire f6 · Pion noir sur case noire a5 · Pion noir sur case blanche b5 · Pion noir sur case noire c5 · Pion noir sur case blanche d5 · Pion blanc sur case noire d4 · Pion blanc sur case noire f4 · Pion blanc sur case noire c3 · Fou blanc sur case blanche d3 · Pion blanc sur case noire e3 · Dame blanche sur case blanche f3 · Pion blanc sur case blanche a2 · Pion blanc sur case noire b2 · Cavalier blanc sur case noire d2 · Pion blanc sur case blanche g2 · Pion blanc sur case noire h2 · Tour blanche sur case noire a1 · Roi blanc sur case noire e1 · Tour blanche sur case blanche h1 | Tour noire sur case noire b8 · Tour noire sur case noire f8 · Roi noir sur case blanche g8 · Cavalier blanc sur case blanche d7 · Pion noir sur case blanche f7 · Pion noir sur case noire g7 · Pion noir sur case blanche h7 · Cavalier noir sur case blanche c6 · Fou noir sur case noire d6 · Pion noir sur case blanche e6 · Dame noire sur case noire f6 · Pion noir sur case noire a5 · Pion noir sur case blanche b5 · Pion noir sur case noire c5 · Pion noir sur case blanche d5 · Pion blanc sur case noire d4 · Pion blanc sur case noire f4 · Pion blanc sur case noire c3 · Fou blanc sur case blanche d3 · Pion blanc sur case noire e3 · Dame blanche sur case blanche f3 · Pion blanc sur case blanche a2 · Pion blanc sur case noire b2 · Cavalier blanc sur case noire d2 · Pion blanc sur case blanche g2 · Pion blanc sur case noire h2 · Tour blanche sur case noire a1 · Roi blanc sur case noire e1 · Tour blanche sur case blanche h1 | Tour noire sur case noire b8 · Tour noire sur case noire f8 · Roi noir sur case blanche g8 · Cavalier blanc sur case blanche d7 · Pion noir sur case blanche f7 · Pion noir sur case noire g7 · Pion noir sur case blanche h7 · Cavalier noir sur case blanche c6 · Fou noir sur case noire d6 · Pion noir sur case blanche e6 · Dame noire sur case noire f6 · Pion noir sur case noire a5 · Pion noir sur case blanche b5 · Pion noir sur case noire c5 · Pion noir sur case blanche d5 · Pion blanc sur case noire d4 · Pion blanc sur case noire f4 · Pion blanc sur case noire c3 · Fou blanc sur case blanche d3 · Pion blanc sur case noire e3 · Dame blanche sur case blanche f3 · Pion blanc sur case blanche a2 · Pion blanc sur case noire b2 · Cavalier blanc sur case noire d2 · Pion blanc sur case blanche g2 · Pion blanc sur case noire h2 · Tour blanche sur case noire a1 · Roi blanc sur case noire e1 · Tour blanche sur case blanche h1 | Tour noire sur case noire b8 · Tour noire sur case noire f8 · Roi noir sur case blanche g8 · Cavalier blanc sur case blanche d7 · Pion noir sur case blanche f7 · Pion noir sur case noire g7 · Pion noir sur case blanche h7 · Cavalier noir sur case blanche c6 · Fou noir sur case noire d6 · Pion noir sur case blanche e6 · Dame noire sur case noire f6 · Pion noir sur case noire a5 · Pion noir sur case blanche b5 · Pion noir sur case noire c5 · Pion noir sur case blanche d5 · Pion blanc sur case noire d4 · Pion blanc sur case noire f4 · Pion blanc sur case noire c3 · Fou blanc sur case blanche d3 · Pion blanc sur case noire e3 · Dame blanche sur case blanche f3 · Pion blanc sur case blanche a2 · Pion blanc sur case noire b2 · Cavalier blanc sur case noire d2 · Pion blanc sur case blanche g2 · Pion blanc sur case noire h2 · Tour blanche sur case noire a1 · Roi blanc sur case noire e1 · Tour blanche sur case blanche h1 | Tour noire sur case noire b8 · Tour noire sur case noire f8 · Roi noir sur case blanche g8 · Cavalier blanc sur case blanche d7 · Pion noir sur case blanche f7 · Pion noir sur case noire g7 · Pion noir sur case blanche h7 · Cavalier noir sur case blanche c6 · Fou noir sur case noire d6 · Pion noir sur case blanche e6 · Dame noire sur case noire f6 · Pion noir sur case noire a5 · Pion noir sur case blanche b5 · Pion noir sur case noire c5 · Pion noir sur case blanche d5 · Pion blanc sur case noire d4 · Pion blanc sur case noire f4 · Pion blanc sur case noire c3 · Fou blanc sur case blanche d3 · Pion blanc sur case noire e3 · Dame blanche sur case blanche f3 · Pion blanc sur case blanche a2 · Pion blanc sur case noire b2 · Cavalier blanc sur case noire d2 · Pion blanc sur case blanche g2 · Pion blanc sur case noire h2 · Tour blanche sur case noire a1 · Roi blanc sur case noire e1 · Tour blanche sur case blanche h1 | 6 |
| 5 | Tour noire sur case noire b8 · Tour noire sur case noire f8 · Roi noir sur case blanche g8 · Cavalier blanc sur case blanche d7 · Pion noir sur case blanche f7 · Pion noir sur case noire g7 · Pion noir sur case blanche h7 · Cavalier noir sur case blanche c6 · Fou noir sur case noire d6 · Pion noir sur case blanche e6 · Dame noire sur case noire f6 · Pion noir sur case noire a5 · Pion noir sur case blanche b5 · Pion noir sur case noire c5 · Pion noir sur case blanche d5 · Pion blanc sur case noire d4 · Pion blanc sur case noire f4 · Pion blanc sur case noire c3 · Fou blanc sur case blanche d3 · Pion blanc sur case noire e3 · Dame blanche sur case blanche f3 · Pion blanc sur case blanche a2 · Pion blanc sur case noire b2 · Cavalier blanc sur case noire d2 · Pion blanc sur case blanche g2 · Pion blanc sur case noire h2 · Tour blanche sur case noire a1 · Roi blanc sur case noire e1 · Tour blanche sur case blanche h1 | Tour noire sur case noire b8 · Tour noire sur case noire f8 · Roi noir sur case blanche g8 · Cavalier blanc sur case blanche d7 · Pion noir sur case blanche f7 · Pion noir sur case noire g7 · Pion noir sur case blanche h7 · Cavalier noir sur case blanche c6 · Fou noir sur case noire d6 · Pion noir sur case blanche e6 · Dame noire sur case noire f6 · Pion noir sur case noire a5 · Pion noir sur case blanche b5 · Pion noir sur case noire c5 · Pion noir sur case blanche d5 · Pion blanc sur case noire d4 · Pion blanc sur case noire f4 · Pion blanc sur case noire c3 · Fou blanc sur case blanche d3 · Pion blanc sur case noire e3 · Dame blanche sur case blanche f3 · Pion blanc sur case blanche a2 · Pion blanc sur case noire b2 · Cavalier blanc sur case noire d2 · Pion blanc sur case blanche g2 · Pion blanc sur case noire h2 · Tour blanche sur case noire a1 · Roi blanc sur case noire e1 · Tour blanche sur case blanche h1 | Tour noire sur case noire b8 · Tour noire sur case noire f8 · Roi noir sur case blanche g8 · Cavalier blanc sur case blanche d7 · Pion noir sur case blanche f7 · Pion noir sur case noire g7 · Pion noir sur case blanche h7 · Cavalier noir sur case blanche c6 · Fou noir sur case noire d6 · Pion noir sur case blanche e6 · Dame noire sur case noire f6 · Pion noir sur case noire a5 · Pion noir sur case blanche b5 · Pion noir sur case noire c5 · Pion noir sur case blanche d5 · Pion blanc sur case noire d4 · Pion blanc sur case noire f4 · Pion blanc sur case noire c3 · Fou blanc sur case blanche d3 · Pion blanc sur case noire e3 · Dame blanche sur case blanche f3 · Pion blanc sur case blanche a2 · Pion blanc sur case noire b2 · Cavalier blanc sur case noire d2 · Pion blanc sur case blanche g2 · Pion blanc sur case noire h2 · Tour blanche sur case noire a1 · Roi blanc sur case noire e1 · Tour blanche sur case blanche h1 | Tour noire sur case noire b8 · Tour noire sur case noire f8 · Roi noir sur case blanche g8 · Cavalier blanc sur case blanche d7 · Pion noir sur case blanche f7 · Pion noir sur case noire g7 · Pion noir sur case blanche h7 · Cavalier noir sur case blanche c6 · Fou noir sur case noire d6 · Pion noir sur case blanche e6 · Dame noire sur case noire f6 · Pion noir sur case noire a5 · Pion noir sur case blanche b5 · Pion noir sur case noire c5 · Pion noir sur case blanche d5 · Pion blanc sur case noire d4 · Pion blanc sur case noire f4 · Pion blanc sur case noire c3 · Fou blanc sur case blanche d3 · Pion blanc sur case noire e3 · Dame blanche sur case blanche f3 · Pion blanc sur case blanche a2 · Pion blanc sur case noire b2 · Cavalier blanc sur case noire d2 · Pion blanc sur case blanche g2 · Pion blanc sur case noire h2 · Tour blanche sur case noire a1 · Roi blanc sur case noire e1 · Tour blanche sur case blanche h1 | Tour noire sur case noire b8 · Tour noire sur case noire f8 · Roi noir sur case blanche g8 · Cavalier blanc sur case blanche d7 · Pion noir sur case blanche f7 · Pion noir sur case noire g7 · Pion noir sur case blanche h7 · Cavalier noir sur case blanche c6 · Fou noir sur case noire d6 · Pion noir sur case blanche e6 · Dame noire sur case noire f6 · Pion noir sur case noire a5 · Pion noir sur case blanche b5 · Pion noir sur case noire c5 · Pion noir sur case blanche d5 · Pion blanc sur case noire d4 · Pion blanc sur case noire f4 · Pion blanc sur case noire c3 · Fou blanc sur case blanche d3 · Pion blanc sur case noire e3 · Dame blanche sur case blanche f3 · Pion blanc sur case blanche a2 · Pion blanc sur case noire b2 · Cavalier blanc sur case noire d2 · Pion blanc sur case blanche g2 · Pion blanc sur case noire h2 · Tour blanche sur case noire a1 · Roi blanc sur case noire e1 · Tour blanche sur case blanche h1 | Tour noire sur case noire b8 · Tour noire sur case noire f8 · Roi noir sur case blanche g8 · Cavalier blanc sur case blanche d7 · Pion noir sur case blanche f7 · Pion noir sur case noire g7 · Pion noir sur case blanche h7 · Cavalier noir sur case blanche c6 · Fou noir sur case noire d6 · Pion noir sur case blanche e6 · Dame noire sur case noire f6 · Pion noir sur case noire a5 · Pion noir sur case blanche b5 · Pion noir sur case noire c5 · Pion noir sur case blanche d5 · Pion blanc sur case noire d4 · Pion blanc sur case noire f4 · Pion blanc sur case noire c3 · Fou blanc sur case blanche d3 · Pion blanc sur case noire e3 · Dame blanche sur case blanche f3 · Pion blanc sur case blanche a2 · Pion blanc sur case noire b2 · Cavalier blanc sur case noire d2 · Pion blanc sur case blanche g2 · Pion blanc sur case noire h2 · Tour blanche sur case noire a1 · Roi blanc sur case noire e1 · Tour blanche sur case blanche h1 | Tour noire sur case noire b8 · Tour noire sur case noire f8 · Roi noir sur case blanche g8 · Cavalier blanc sur case blanche d7 · Pion noir sur case blanche f7 · Pion noir sur case noire g7 · Pion noir sur case blanche h7 · Cavalier noir sur case blanche c6 · Fou noir sur case noire d6 · Pion noir sur case blanche e6 · Dame noire sur case noire f6 · Pion noir sur case noire a5 · Pion noir sur case blanche b5 · Pion noir sur case noire c5 · Pion noir sur case blanche d5 · Pion blanc sur case noire d4 · Pion blanc sur case noire f4 · Pion blanc sur case noire c3 · Fou blanc sur case blanche d3 · Pion blanc sur case noire e3 · Dame blanche sur case blanche f3 · Pion blanc sur case blanche a2 · Pion blanc sur case noire b2 · Cavalier blanc sur case noire d2 · Pion blanc sur case blanche g2 · Pion blanc sur case noire h2 · Tour blanche sur case noire a1 · Roi blanc sur case noire e1 · Tour blanche sur case blanche h1 | Tour noire sur case noire b8 · Tour noire sur case noire f8 · Roi noir sur case blanche g8 · Cavalier blanc sur case blanche d7 · Pion noir sur case blanche f7 · Pion noir sur case noire g7 · Pion noir sur case blanche h7 · Cavalier noir sur case blanche c6 · Fou noir sur case noire d6 · Pion noir sur case blanche e6 · Dame noire sur case noire f6 · Pion noir sur case noire a5 · Pion noir sur case blanche b5 · Pion noir sur case noire c5 · Pion noir sur case blanche d5 · Pion blanc sur case noire d4 · Pion blanc sur case noire f4 · Pion blanc sur case noire c3 · Fou blanc sur case blanche d3 · Pion blanc sur case noire e3 · Dame blanche sur case blanche f3 · Pion blanc sur case blanche a2 · Pion blanc sur case noire b2 · Cavalier blanc sur case noire d2 · Pion blanc sur case blanche g2 · Pion blanc sur case noire h2 · Tour blanche sur case noire a1 · Roi blanc sur case noire e1 · Tour blanche sur case blanche h1 | 5 |
| 4 | Tour noire sur case noire b8 · Tour noire sur case noire f8 · Roi noir sur case blanche g8 · Cavalier blanc sur case blanche d7 · Pion noir sur case blanche f7 · Pion noir sur case noire g7 · Pion noir sur case blanche h7 · Cavalier noir sur case blanche c6 · Fou noir sur case noire d6 · Pion noir sur case blanche e6 · Dame noire sur case noire f6 · Pion noir sur case noire a5 · Pion noir sur case blanche b5 · Pion noir sur case noire c5 · Pion noir sur case blanche d5 · Pion blanc sur case noire d4 · Pion blanc sur case noire f4 · Pion blanc sur case noire c3 · Fou blanc sur case blanche d3 · Pion blanc sur case noire e3 · Dame blanche sur case blanche f3 · Pion blanc sur case blanche a2 · Pion blanc sur case noire b2 · Cavalier blanc sur case noire d2 · Pion blanc sur case blanche g2 · Pion blanc sur case noire h2 · Tour blanche sur case noire a1 · Roi blanc sur case noire e1 · Tour blanche sur case blanche h1 | Tour noire sur case noire b8 · Tour noire sur case noire f8 · Roi noir sur case blanche g8 · Cavalier blanc sur case blanche d7 · Pion noir sur case blanche f7 · Pion noir sur case noire g7 · Pion noir sur case blanche h7 · Cavalier noir sur case blanche c6 · Fou noir sur case noire d6 · Pion noir sur case blanche e6 · Dame noire sur case noire f6 · Pion noir sur case noire a5 · Pion noir sur case blanche b5 · Pion noir sur case noire c5 · Pion noir sur case blanche d5 · Pion blanc sur case noire d4 · Pion blanc sur case noire f4 · Pion blanc sur case noire c3 · Fou blanc sur case blanche d3 · Pion blanc sur case noire e3 · Dame blanche sur case blanche f3 · Pion blanc sur case blanche a2 · Pion blanc sur case noire b2 · Cavalier blanc sur case noire d2 · Pion blanc sur case blanche g2 · Pion blanc sur case noire h2 · Tour blanche sur case noire a1 · Roi blanc sur case noire e1 · Tour blanche sur case blanche h1 | Tour noire sur case noire b8 · Tour noire sur case noire f8 · Roi noir sur case blanche g8 · Cavalier blanc sur case blanche d7 · Pion noir sur case blanche f7 · Pion noir sur case noire g7 · Pion noir sur case blanche h7 · Cavalier noir sur case blanche c6 · Fou noir sur case noire d6 · Pion noir sur case blanche e6 · Dame noire sur case noire f6 · Pion noir sur case noire a5 · Pion noir sur case blanche b5 · Pion noir sur case noire c5 · Pion noir sur case blanche d5 · Pion blanc sur case noire d4 · Pion blanc sur case noire f4 · Pion blanc sur case noire c3 · Fou blanc sur case blanche d3 · Pion blanc sur case noire e3 · Dame blanche sur case blanche f3 · Pion blanc sur case blanche a2 · Pion blanc sur case noire b2 · Cavalier blanc sur case noire d2 · Pion blanc sur case blanche g2 · Pion blanc sur case noire h2 · Tour blanche sur case noire a1 · Roi blanc sur case noire e1 · Tour blanche sur case blanche h1 | Tour noire sur case noire b8 · Tour noire sur case noire f8 · Roi noir sur case blanche g8 · Cavalier blanc sur case blanche d7 · Pion noir sur case blanche f7 · Pion noir sur case noire g7 · Pion noir sur case blanche h7 · Cavalier noir sur case blanche c6 · Fou noir sur case noire d6 · Pion noir sur case blanche e6 · Dame noire sur case noire f6 · Pion noir sur case noire a5 · Pion noir sur case blanche b5 · Pion noir sur case noire c5 · Pion noir sur case blanche d5 · Pion blanc sur case noire d4 · Pion blanc sur case noire f4 · Pion blanc sur case noire c3 · Fou blanc sur case blanche d3 · Pion blanc sur case noire e3 · Dame blanche sur case blanche f3 · Pion blanc sur case blanche a2 · Pion blanc sur case noire b2 · Cavalier blanc sur case noire d2 · Pion blanc sur case blanche g2 · Pion blanc sur case noire h2 · Tour blanche sur case noire a1 · Roi blanc sur case noire e1 · Tour blanche sur case blanche h1 | Tour noire sur case noire b8 · Tour noire sur case noire f8 · Roi noir sur case blanche g8 · Cavalier blanc sur case blanche d7 · Pion noir sur case blanche f7 · Pion noir sur case noire g7 · Pion noir sur case blanche h7 · Cavalier noir sur case blanche c6 · Fou noir sur case noire d6 · Pion noir sur case blanche e6 · Dame noire sur case noire f6 · Pion noir sur case noire a5 · Pion noir sur case blanche b5 · Pion noir sur case noire c5 · Pion noir sur case blanche d5 · Pion blanc sur case noire d4 · Pion blanc sur case noire f4 · Pion blanc sur case noire c3 · Fou blanc sur case blanche d3 · Pion blanc sur case noire e3 · Dame blanche sur case blanche f3 · Pion blanc sur case blanche a2 · Pion blanc sur case noire b2 · Cavalier blanc sur case noire d2 · Pion blanc sur case blanche g2 · Pion blanc sur case noire h2 · Tour blanche sur case noire a1 · Roi blanc sur case noire e1 · Tour blanche sur case blanche h1 | Tour noire sur case noire b8 · Tour noire sur case noire f8 · Roi noir sur case blanche g8 · Cavalier blanc sur case blanche d7 · Pion noir sur case blanche f7 · Pion noir sur case noire g7 · Pion noir sur case blanche h7 · Cavalier noir sur case blanche c6 · Fou noir sur case noire d6 · Pion noir sur case blanche e6 · Dame noire sur case noire f6 · Pion noir sur case noire a5 · Pion noir sur case blanche b5 · Pion noir sur case noire c5 · Pion noir sur case blanche d5 · Pion blanc sur case noire d4 · Pion blanc sur case noire f4 · Pion blanc sur case noire c3 · Fou blanc sur case blanche d3 · Pion blanc sur case noire e3 · Dame blanche sur case blanche f3 · Pion blanc sur case blanche a2 · Pion blanc sur case noire b2 · Cavalier blanc sur case noire d2 · Pion blanc sur case blanche g2 · Pion blanc sur case noire h2 · Tour blanche sur case noire a1 · Roi blanc sur case noire e1 · Tour blanche sur case blanche h1 | Tour noire sur case noire b8 · Tour noire sur case noire f8 · Roi noir sur case blanche g8 · Cavalier blanc sur case blanche d7 · Pion noir sur case blanche f7 · Pion noir sur case noire g7 · Pion noir sur case blanche h7 · Cavalier noir sur case blanche c6 · Fou noir sur case noire d6 · Pion noir sur case blanche e6 · Dame noire sur case noire f6 · Pion noir sur case noire a5 · Pion noir sur case blanche b5 · Pion noir sur case noire c5 · Pion noir sur case blanche d5 · Pion blanc sur case noire d4 · Pion blanc sur case noire f4 · Pion blanc sur case noire c3 · Fou blanc sur case blanche d3 · Pion blanc sur case noire e3 · Dame blanche sur case blanche f3 · Pion blanc sur case blanche a2 · Pion blanc sur case noire b2 · Cavalier blanc sur case noire d2 · Pion blanc sur case blanche g2 · Pion blanc sur case noire h2 · Tour blanche sur case noire a1 · Roi blanc sur case noire e1 · Tour blanche sur case blanche h1 | Tour noire sur case noire b8 · Tour noire sur case noire f8 · Roi noir sur case blanche g8 · Cavalier blanc sur case blanche d7 · Pion noir sur case blanche f7 · Pion noir sur case noire g7 · Pion noir sur case blanche h7 · Cavalier noir sur case blanche c6 · Fou noir sur case noire d6 · Pion noir sur case blanche e6 · Dame noire sur case noire f6 · Pion noir sur case noire a5 · Pion noir sur case blanche b5 · Pion noir sur case noire c5 · Pion noir sur case blanche d5 · Pion blanc sur case noire d4 · Pion blanc sur case noire f4 · Pion blanc sur case noire c3 · Fou blanc sur case blanche d3 · Pion blanc sur case noire e3 · Dame blanche sur case blanche f3 · Pion blanc sur case blanche a2 · Pion blanc sur case noire b2 · Cavalier blanc sur case noire d2 · Pion blanc sur case blanche g2 · Pion blanc sur case noire h2 · Tour blanche sur case noire a1 · Roi blanc sur case noire e1 · Tour blanche sur case blanche h1 | 4 |
| 3 | Tour noire sur case noire b8 · Tour noire sur case noire f8 · Roi noir sur case blanche g8 · Cavalier blanc sur case blanche d7 · Pion noir sur case blanche f7 · Pion noir sur case noire g7 · Pion noir sur case blanche h7 · Cavalier noir sur case blanche c6 · Fou noir sur case noire d6 · Pion noir sur case blanche e6 · Dame noire sur case noire f6 · Pion noir sur case noire a5 · Pion noir sur case blanche b5 · Pion noir sur case noire c5 · Pion noir sur case blanche d5 · Pion blanc sur case noire d4 · Pion blanc sur case noire f4 · Pion blanc sur case noire c3 · Fou blanc sur case blanche d3 · Pion blanc sur case noire e3 · Dame blanche sur case blanche f3 · Pion blanc sur case blanche a2 · Pion blanc sur case noire b2 · Cavalier blanc sur case noire d2 · Pion blanc sur case blanche g2 · Pion blanc sur case noire h2 · Tour blanche sur case noire a1 · Roi blanc sur case noire e1 · Tour blanche sur case blanche h1 | Tour noire sur case noire b8 · Tour noire sur case noire f8 · Roi noir sur case blanche g8 · Cavalier blanc sur case blanche d7 · Pion noir sur case blanche f7 · Pion noir sur case noire g7 · Pion noir sur case blanche h7 · Cavalier noir sur case blanche c6 · Fou noir sur case noire d6 · Pion noir sur case blanche e6 · Dame noire sur case noire f6 · Pion noir sur case noire a5 · Pion noir sur case blanche b5 · Pion noir sur case noire c5 · Pion noir sur case blanche d5 · Pion blanc sur case noire d4 · Pion blanc sur case noire f4 · Pion blanc sur case noire c3 · Fou blanc sur case blanche d3 · Pion blanc sur case noire e3 · Dame blanche sur case blanche f3 · Pion blanc sur case blanche a2 · Pion blanc sur case noire b2 · Cavalier blanc sur case noire d2 · Pion blanc sur case blanche g2 · Pion blanc sur case noire h2 · Tour blanche sur case noire a1 · Roi blanc sur case noire e1 · Tour blanche sur case blanche h1 | Tour noire sur case noire b8 · Tour noire sur case noire f8 · Roi noir sur case blanche g8 · Cavalier blanc sur case blanche d7 · Pion noir sur case blanche f7 · Pion noir sur case noire g7 · Pion noir sur case blanche h7 · Cavalier noir sur case blanche c6 · Fou noir sur case noire d6 · Pion noir sur case blanche e6 · Dame noire sur case noire f6 · Pion noir sur case noire a5 · Pion noir sur case blanche b5 · Pion noir sur case noire c5 · Pion noir sur case blanche d5 · Pion blanc sur case noire d4 · Pion blanc sur case noire f4 · Pion blanc sur case noire c3 · Fou blanc sur case blanche d3 · Pion blanc sur case noire e3 · Dame blanche sur case blanche f3 · Pion blanc sur case blanche a2 · Pion blanc sur case noire b2 · Cavalier blanc sur case noire d2 · Pion blanc sur case blanche g2 · Pion blanc sur case noire h2 · Tour blanche sur case noire a1 · Roi blanc sur case noire e1 · Tour blanche sur case blanche h1 | Tour noire sur case noire b8 · Tour noire sur case noire f8 · Roi noir sur case blanche g8 · Cavalier blanc sur case blanche d7 · Pion noir sur case blanche f7 · Pion noir sur case noire g7 · Pion noir sur case blanche h7 · Cavalier noir sur case blanche c6 · Fou noir sur case noire d6 · Pion noir sur case blanche e6 · Dame noire sur case noire f6 · Pion noir sur case noire a5 · Pion noir sur case blanche b5 · Pion noir sur case noire c5 · Pion noir sur case blanche d5 · Pion blanc sur case noire d4 · Pion blanc sur case noire f4 · Pion blanc sur case noire c3 · Fou blanc sur case blanche d3 · Pion blanc sur case noire e3 · Dame blanche sur case blanche f3 · Pion blanc sur case blanche a2 · Pion blanc sur case noire b2 · Cavalier blanc sur case noire d2 · Pion blanc sur case blanche g2 · Pion blanc sur case noire h2 · Tour blanche sur case noire a1 · Roi blanc sur case noire e1 · Tour blanche sur case blanche h1 | Tour noire sur case noire b8 · Tour noire sur case noire f8 · Roi noir sur case blanche g8 · Cavalier blanc sur case blanche d7 · Pion noir sur case blanche f7 · Pion noir sur case noire g7 · Pion noir sur case blanche h7 · Cavalier noir sur case blanche c6 · Fou noir sur case noire d6 · Pion noir sur case blanche e6 · Dame noire sur case noire f6 · Pion noir sur case noire a5 · Pion noir sur case blanche b5 · Pion noir sur case noire c5 · Pion noir sur case blanche d5 · Pion blanc sur case noire d4 · Pion blanc sur case noire f4 · Pion blanc sur case noire c3 · Fou blanc sur case blanche d3 · Pion blanc sur case noire e3 · Dame blanche sur case blanche f3 · Pion blanc sur case blanche a2 · Pion blanc sur case noire b2 · Cavalier blanc sur case noire d2 · Pion blanc sur case blanche g2 · Pion blanc sur case noire h2 · Tour blanche sur case noire a1 · Roi blanc sur case noire e1 · Tour blanche sur case blanche h1 | Tour noire sur case noire b8 · Tour noire sur case noire f8 · Roi noir sur case blanche g8 · Cavalier blanc sur case blanche d7 · Pion noir sur case blanche f7 · Pion noir sur case noire g7 · Pion noir sur case blanche h7 · Cavalier noir sur case blanche c6 · Fou noir sur case noire d6 · Pion noir sur case blanche e6 · Dame noire sur case noire f6 · Pion noir sur case noire a5 · Pion noir sur case blanche b5 · Pion noir sur case noire c5 · Pion noir sur case blanche d5 · Pion blanc sur case noire d4 · Pion blanc sur case noire f4 · Pion blanc sur case noire c3 · Fou blanc sur case blanche d3 · Pion blanc sur case noire e3 · Dame blanche sur case blanche f3 · Pion blanc sur case blanche a2 · Pion blanc sur case noire b2 · Cavalier blanc sur case noire d2 · Pion blanc sur case blanche g2 · Pion blanc sur case noire h2 · Tour blanche sur case noire a1 · Roi blanc sur case noire e1 · Tour blanche sur case blanche h1 | Tour noire sur case noire b8 · Tour noire sur case noire f8 · Roi noir sur case blanche g8 · Cavalier blanc sur case blanche d7 · Pion noir sur case blanche f7 · Pion noir sur case noire g7 · Pion noir sur case blanche h7 · Cavalier noir sur case blanche c6 · Fou noir sur case noire d6 · Pion noir sur case blanche e6 · Dame noire sur case noire f6 · Pion noir sur case noire a5 · Pion noir sur case blanche b5 · Pion noir sur case noire c5 · Pion noir sur case blanche d5 · Pion blanc sur case noire d4 · Pion blanc sur case noire f4 · Pion blanc sur case noire c3 · Fou blanc sur case blanche d3 · Pion blanc sur case noire e3 · Dame blanche sur case blanche f3 · Pion blanc sur case blanche a2 · Pion blanc sur case noire b2 · Cavalier blanc sur case noire d2 · Pion blanc sur case blanche g2 · Pion blanc sur case noire h2 · Tour blanche sur case noire a1 · Roi blanc sur case noire e1 · Tour blanche sur case blanche h1 | Tour noire sur case noire b8 · Tour noire sur case noire f8 · Roi noir sur case blanche g8 · Cavalier blanc sur case blanche d7 · Pion noir sur case blanche f7 · Pion noir sur case noire g7 · Pion noir sur case blanche h7 · Cavalier noir sur case blanche c6 · Fou noir sur case noire d6 · Pion noir sur case blanche e6 · Dame noire sur case noire f6 · Pion noir sur case noire a5 · Pion noir sur case blanche b5 · Pion noir sur case noire c5 · Pion noir sur case blanche d5 · Pion blanc sur case noire d4 · Pion blanc sur case noire f4 · Pion blanc sur case noire c3 · Fou blanc sur case blanche d3 · Pion blanc sur case noire e3 · Dame blanche sur case blanche f3 · Pion blanc sur case blanche a2 · Pion blanc sur case noire b2 · Cavalier blanc sur case noire d2 · Pion blanc sur case blanche g2 · Pion blanc sur case noire h2 · Tour blanche sur case noire a1 · Roi blanc sur case noire e1 · Tour blanche sur case blanche h1 | 3 |
| 2 | Tour noire sur case noire b8 · Tour noire sur case noire f8 · Roi noir sur case blanche g8 · Cavalier blanc sur case blanche d7 · Pion noir sur case blanche f7 · Pion noir sur case noire g7 · Pion noir sur case blanche h7 · Cavalier noir sur case blanche c6 · Fou noir sur case noire d6 · Pion noir sur case blanche e6 · Dame noire sur case noire f6 · Pion noir sur case noire a5 · Pion noir sur case blanche b5 · Pion noir sur case noire c5 · Pion noir sur case blanche d5 · Pion blanc sur case noire d4 · Pion blanc sur case noire f4 · Pion blanc sur case noire c3 · Fou blanc sur case blanche d3 · Pion blanc sur case noire e3 · Dame blanche sur case blanche f3 · Pion blanc sur case blanche a2 · Pion blanc sur case noire b2 · Cavalier blanc sur case noire d2 · Pion blanc sur case blanche g2 · Pion blanc sur case noire h2 · Tour blanche sur case noire a1 · Roi blanc sur case noire e1 · Tour blanche sur case blanche h1 | Tour noire sur case noire b8 · Tour noire sur case noire f8 · Roi noir sur case blanche g8 · Cavalier blanc sur case blanche d7 · Pion noir sur case blanche f7 · Pion noir sur case noire g7 · Pion noir sur case blanche h7 · Cavalier noir sur case blanche c6 · Fou noir sur case noire d6 · Pion noir sur case blanche e6 · Dame noire sur case noire f6 · Pion noir sur case noire a5 · Pion noir sur case blanche b5 · Pion noir sur case noire c5 · Pion noir sur case blanche d5 · Pion blanc sur case noire d4 · Pion blanc sur case noire f4 · Pion blanc sur case noire c3 · Fou blanc sur case blanche d3 · Pion blanc sur case noire e3 · Dame blanche sur case blanche f3 · Pion blanc sur case blanche a2 · Pion blanc sur case noire b2 · Cavalier blanc sur case noire d2 · Pion blanc sur case blanche g2 · Pion blanc sur case noire h2 · Tour blanche sur case noire a1 · Roi blanc sur case noire e1 · Tour blanche sur case blanche h1 | Tour noire sur case noire b8 · Tour noire sur case noire f8 · Roi noir sur case blanche g8 · Cavalier blanc sur case blanche d7 · Pion noir sur case blanche f7 · Pion noir sur case noire g7 · Pion noir sur case blanche h7 · Cavalier noir sur case blanche c6 · Fou noir sur case noire d6 · Pion noir sur case blanche e6 · Dame noire sur case noire f6 · Pion noir sur case noire a5 · Pion noir sur case blanche b5 · Pion noir sur case noire c5 · Pion noir sur case blanche d5 · Pion blanc sur case noire d4 · Pion blanc sur case noire f4 · Pion blanc sur case noire c3 · Fou blanc sur case blanche d3 · Pion blanc sur case noire e3 · Dame blanche sur case blanche f3 · Pion blanc sur case blanche a2 · Pion blanc sur case noire b2 · Cavalier blanc sur case noire d2 · Pion blanc sur case blanche g2 · Pion blanc sur case noire h2 · Tour blanche sur case noire a1 · Roi blanc sur case noire e1 · Tour blanche sur case blanche h1 | Tour noire sur case noire b8 · Tour noire sur case noire f8 · Roi noir sur case blanche g8 · Cavalier blanc sur case blanche d7 · Pion noir sur case blanche f7 · Pion noir sur case noire g7 · Pion noir sur case blanche h7 · Cavalier noir sur case blanche c6 · Fou noir sur case noire d6 · Pion noir sur case blanche e6 · Dame noire sur case noire f6 · Pion noir sur case noire a5 · Pion noir sur case blanche b5 · Pion noir sur case noire c5 · Pion noir sur case blanche d5 · Pion blanc sur case noire d4 · Pion blanc sur case noire f4 · Pion blanc sur case noire c3 · Fou blanc sur case blanche d3 · Pion blanc sur case noire e3 · Dame blanche sur case blanche f3 · Pion blanc sur case blanche a2 · Pion blanc sur case noire b2 · Cavalier blanc sur case noire d2 · Pion blanc sur case blanche g2 · Pion blanc sur case noire h2 · Tour blanche sur case noire a1 · Roi blanc sur case noire e1 · Tour blanche sur case blanche h1 | Tour noire sur case noire b8 · Tour noire sur case noire f8 · Roi noir sur case blanche g8 · Cavalier blanc sur case blanche d7 · Pion noir sur case blanche f7 · Pion noir sur case noire g7 · Pion noir sur case blanche h7 · Cavalier noir sur case blanche c6 · Fou noir sur case noire d6 · Pion noir sur case blanche e6 · Dame noire sur case noire f6 · Pion noir sur case noire a5 · Pion noir sur case blanche b5 · Pion noir sur case noire c5 · Pion noir sur case blanche d5 · Pion blanc sur case noire d4 · Pion blanc sur case noire f4 · Pion blanc sur case noire c3 · Fou blanc sur case blanche d3 · Pion blanc sur case noire e3 · Dame blanche sur case blanche f3 · Pion blanc sur case blanche a2 · Pion blanc sur case noire b2 · Cavalier blanc sur case noire d2 · Pion blanc sur case blanche g2 · Pion blanc sur case noire h2 · Tour blanche sur case noire a1 · Roi blanc sur case noire e1 · Tour blanche sur case blanche h1 | Tour noire sur case noire b8 · Tour noire sur case noire f8 · Roi noir sur case blanche g8 · Cavalier blanc sur case blanche d7 · Pion noir sur case blanche f7 · Pion noir sur case noire g7 · Pion noir sur case blanche h7 · Cavalier noir sur case blanche c6 · Fou noir sur case noire d6 · Pion noir sur case blanche e6 · Dame noire sur case noire f6 · Pion noir sur case noire a5 · Pion noir sur case blanche b5 · Pion noir sur case noire c5 · Pion noir sur case blanche d5 · Pion blanc sur case noire d4 · Pion blanc sur case noire f4 · Pion blanc sur case noire c3 · Fou blanc sur case blanche d3 · Pion blanc sur case noire e3 · Dame blanche sur case blanche f3 · Pion blanc sur case blanche a2 · Pion blanc sur case noire b2 · Cavalier blanc sur case noire d2 · Pion blanc sur case blanche g2 · Pion blanc sur case noire h2 · Tour blanche sur case noire a1 · Roi blanc sur case noire e1 · Tour blanche sur case blanche h1 | Tour noire sur case noire b8 · Tour noire sur case noire f8 · Roi noir sur case blanche g8 · Cavalier blanc sur case blanche d7 · Pion noir sur case blanche f7 · Pion noir sur case noire g7 · Pion noir sur case blanche h7 · Cavalier noir sur case blanche c6 · Fou noir sur case noire d6 · Pion noir sur case blanche e6 · Dame noire sur case noire f6 · Pion noir sur case noire a5 · Pion noir sur case blanche b5 · Pion noir sur case noire c5 · Pion noir sur case blanche d5 · Pion blanc sur case noire d4 · Pion blanc sur case noire f4 · Pion blanc sur case noire c3 · Fou blanc sur case blanche d3 · Pion blanc sur case noire e3 · Dame blanche sur case blanche f3 · Pion blanc sur case blanche a2 · Pion blanc sur case noire b2 · Cavalier blanc sur case noire d2 · Pion blanc sur case blanche g2 · Pion blanc sur case noire h2 · Tour blanche sur case noire a1 · Roi blanc sur case noire e1 · Tour blanche sur case blanche h1 | Tour noire sur case noire b8 · Tour noire sur case noire f8 · Roi noir sur case blanche g8 · Cavalier blanc sur case blanche d7 · Pion noir sur case blanche f7 · Pion noir sur case noire g7 · Pion noir sur case blanche h7 · Cavalier noir sur case blanche c6 · Fou noir sur case noire d6 · Pion noir sur case blanche e6 · Dame noire sur case noire f6 · Pion noir sur case noire a5 · Pion noir sur case blanche b5 · Pion noir sur case noire c5 · Pion noir sur case blanche d5 · Pion blanc sur case noire d4 · Pion blanc sur case noire f4 · Pion blanc sur case noire c3 · Fou blanc sur case blanche d3 · Pion blanc sur case noire e3 · Dame blanche sur case blanche f3 · Pion blanc sur case blanche a2 · Pion blanc sur case noire b2 · Cavalier blanc sur case noire d2 · Pion blanc sur case blanche g2 · Pion blanc sur case noire h2 · Tour blanche sur case noire a1 · Roi blanc sur case noire e1 · Tour blanche sur case blanche h1 | 2 |
| 1 | Tour noire sur case noire b8 · Tour noire sur case noire f8 · Roi noir sur case blanche g8 · Cavalier blanc sur case blanche d7 · Pion noir sur case blanche f7 · Pion noir sur case noire g7 · Pion noir sur case blanche h7 · Cavalier noir sur case blanche c6 · Fou noir sur case noire d6 · Pion noir sur case blanche e6 · Dame noire sur case noire f6 · Pion noir sur case noire a5 · Pion noir sur case blanche b5 · Pion noir sur case noire c5 · Pion noir sur case blanche d5 · Pion blanc sur case noire d4 · Pion blanc sur case noire f4 · Pion blanc sur case noire c3 · Fou blanc sur case blanche d3 · Pion blanc sur case noire e3 · Dame blanche sur case blanche f3 · Pion blanc sur case blanche a2 · Pion blanc sur case noire b2 · Cavalier blanc sur case noire d2 · Pion blanc sur case blanche g2 · Pion blanc sur case noire h2 · Tour blanche sur case noire a1 · Roi blanc sur case noire e1 · Tour blanche sur case blanche h1 | Tour noire sur case noire b8 · Tour noire sur case noire f8 · Roi noir sur case blanche g8 · Cavalier blanc sur case blanche d7 · Pion noir sur case blanche f7 · Pion noir sur case noire g7 · Pion noir sur case blanche h7 · Cavalier noir sur case blanche c6 · Fou noir sur case noire d6 · Pion noir sur case blanche e6 · Dame noire sur case noire f6 · Pion noir sur case noire a5 · Pion noir sur case blanche b5 · Pion noir sur case noire c5 · Pion noir sur case blanche d5 · Pion blanc sur case noire d4 · Pion blanc sur case noire f4 · Pion blanc sur case noire c3 · Fou blanc sur case blanche d3 · Pion blanc sur case noire e3 · Dame blanche sur case blanche f3 · Pion blanc sur case blanche a2 · Pion blanc sur case noire b2 · Cavalier blanc sur case noire d2 · Pion blanc sur case blanche g2 · Pion blanc sur case noire h2 · Tour blanche sur case noire a1 · Roi blanc sur case noire e1 · Tour blanche sur case blanche h1 | Tour noire sur case noire b8 · Tour noire sur case noire f8 · Roi noir sur case blanche g8 · Cavalier blanc sur case blanche d7 · Pion noir sur case blanche f7 · Pion noir sur case noire g7 · Pion noir sur case blanche h7 · Cavalier noir sur case blanche c6 · Fou noir sur case noire d6 · Pion noir sur case blanche e6 · Dame noire sur case noire f6 · Pion noir sur case noire a5 · Pion noir sur case blanche b5 · Pion noir sur case noire c5 · Pion noir sur case blanche d5 · Pion blanc sur case noire d4 · Pion blanc sur case noire f4 · Pion blanc sur case noire c3 · Fou blanc sur case blanche d3 · Pion blanc sur case noire e3 · Dame blanche sur case blanche f3 · Pion blanc sur case blanche a2 · Pion blanc sur case noire b2 · Cavalier blanc sur case noire d2 · Pion blanc sur case blanche g2 · Pion blanc sur case noire h2 · Tour blanche sur case noire a1 · Roi blanc sur case noire e1 · Tour blanche sur case blanche h1 | Tour noire sur case noire b8 · Tour noire sur case noire f8 · Roi noir sur case blanche g8 · Cavalier blanc sur case blanche d7 · Pion noir sur case blanche f7 · Pion noir sur case noire g7 · Pion noir sur case blanche h7 · Cavalier noir sur case blanche c6 · Fou noir sur case noire d6 · Pion noir sur case blanche e6 · Dame noire sur case noire f6 · Pion noir sur case noire a5 · Pion noir sur case blanche b5 · Pion noir sur case noire c5 · Pion noir sur case blanche d5 · Pion blanc sur case noire d4 · Pion blanc sur case noire f4 · Pion blanc sur case noire c3 · Fou blanc sur case blanche d3 · Pion blanc sur case noire e3 · Dame blanche sur case blanche f3 · Pion blanc sur case blanche a2 · Pion blanc sur case noire b2 · Cavalier blanc sur case noire d2 · Pion blanc sur case blanche g2 · Pion blanc sur case noire h2 · Tour blanche sur case noire a1 · Roi blanc sur case noire e1 · Tour blanche sur case blanche h1 | Tour noire sur case noire b8 · Tour noire sur case noire f8 · Roi noir sur case blanche g8 · Cavalier blanc sur case blanche d7 · Pion noir sur case blanche f7 · Pion noir sur case noire g7 · Pion noir sur case blanche h7 · Cavalier noir sur case blanche c6 · Fou noir sur case noire d6 · Pion noir sur case blanche e6 · Dame noire sur case noire f6 · Pion noir sur case noire a5 · Pion noir sur case blanche b5 · Pion noir sur case noire c5 · Pion noir sur case blanche d5 · Pion blanc sur case noire d4 · Pion blanc sur case noire f4 · Pion blanc sur case noire c3 · Fou blanc sur case blanche d3 · Pion blanc sur case noire e3 · Dame blanche sur case blanche f3 · Pion blanc sur case blanche a2 · Pion blanc sur case noire b2 · Cavalier blanc sur case noire d2 · Pion blanc sur case blanche g2 · Pion blanc sur case noire h2 · Tour blanche sur case noire a1 · Roi blanc sur case noire e1 · Tour blanche sur case blanche h1 | Tour noire sur case noire b8 · Tour noire sur case noire f8 · Roi noir sur case blanche g8 · Cavalier blanc sur case blanche d7 · Pion noir sur case blanche f7 · Pion noir sur case noire g7 · Pion noir sur case blanche h7 · Cavalier noir sur case blanche c6 · Fou noir sur case noire d6 · Pion noir sur case blanche e6 · Dame noire sur case noire f6 · Pion noir sur case noire a5 · Pion noir sur case blanche b5 · Pion noir sur case noire c5 · Pion noir sur case blanche d5 · Pion blanc sur case noire d4 · Pion blanc sur case noire f4 · Pion blanc sur case noire c3 · Fou blanc sur case blanche d3 · Pion blanc sur case noire e3 · Dame blanche sur case blanche f3 · Pion blanc sur case blanche a2 · Pion blanc sur case noire b2 · Cavalier blanc sur case noire d2 · Pion blanc sur case blanche g2 · Pion blanc sur case noire h2 · Tour blanche sur case noire a1 · Roi blanc sur case noire e1 · Tour blanche sur case blanche h1 | Tour noire sur case noire b8 · Tour noire sur case noire f8 · Roi noir sur case blanche g8 · Cavalier blanc sur case blanche d7 · Pion noir sur case blanche f7 · Pion noir sur case noire g7 · Pion noir sur case blanche h7 · Cavalier noir sur case blanche c6 · Fou noir sur case noire d6 · Pion noir sur case blanche e6 · Dame noire sur case noire f6 · Pion noir sur case noire a5 · Pion noir sur case blanche b5 · Pion noir sur case noire c5 · Pion noir sur case blanche d5 · Pion blanc sur case noire d4 · Pion blanc sur case noire f4 · Pion blanc sur case noire c3 · Fou blanc sur case blanche d3 · Pion blanc sur case noire e3 · Dame blanche sur case blanche f3 · Pion blanc sur case blanche a2 · Pion blanc sur case noire b2 · Cavalier blanc sur case noire d2 · Pion blanc sur case blanche g2 · Pion blanc sur case noire h2 · Tour blanche sur case noire a1 · Roi blanc sur case noire e1 · Tour blanche sur case blanche h1 | Tour noire sur case noire b8 · Tour noire sur case noire f8 · Roi noir sur case blanche g8 · Cavalier blanc sur case blanche d7 · Pion noir sur case blanche f7 · Pion noir sur case noire g7 · Pion noir sur case blanche h7 · Cavalier noir sur case blanche c6 · Fou noir sur case noire d6 · Pion noir sur case blanche e6 · Dame noire sur case noire f6 · Pion noir sur case noire a5 · Pion noir sur case blanche b5 · Pion noir sur case noire c5 · Pion noir sur case blanche d5 · Pion blanc sur case noire d4 · Pion blanc sur case noire f4 · Pion blanc sur case noire c3 · Fou blanc sur case blanche d3 · Pion blanc sur case noire e3 · Dame blanche sur case blanche f3 · Pion blanc sur case blanche a2 · Pion blanc sur case noire b2 · Cavalier blanc sur case noire d2 · Pion blanc sur case blanche g2 · Pion blanc sur case noire h2 · Tour blanche sur case noire a1 · Roi blanc sur case noire e1 · Tour blanche sur case blanche h1 | 1 |
|   | a | b | c | d | e | f | g | h |   |

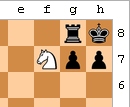
Le résultat final d'un mat à l'étouffée : le cavalier met en échec le roi noir qui ne peut se déplacer

Il est courant de pouvoir réaliser des fourchettes grâce au cavalier de par son déplacement unique, lui permettant de menacer des pièces adverses sans être lui-même exposé. Pour les mêmes raisons le cavalier est capable de réaliser des mats à l'étouffée.

## Finale
La position roi + cavalier contre roi isolé est nulle, car il est impossible de mater avec un seul cavalier contre le roi isolé ; la finale roi et deux cavaliers contre roi seul est également un cas de nulle. Même la finale roi + fou + cavalier est relativement longue (jusqu'à 36 coups avec le meilleur jeu de part et d'autre) et difficile à maîtriser. Bien des débutants (et même certains maîtres) n'y arrivent pas dans la limite des 50 coups autorisés, ou n'y parviennent qu'avec les plus grandes difficultés. Dans bien des cas il est préférable d'avoir dame + cavalier au lieu de dame + fou pour mater le roi adverse comme l'a indiqué le grand champion José Raúl Capablanca. « En blitz le cavalier l'emporte souvent sur le fou » (Vlastimil Hort).
Quand on n'a plus la paire de fous, on essaye en général de se retrouver en finale avec dame+cavalier contre dame+fou, cela permet d'avoir accès à toutes les cases, contrairement au fou adverse qui n'est que sur une couleur de cases.

### Couleur des cases et parité
Dans les finales, le cavalier possède une caractéristique remarquable (et qui simplifie souvent les calculs) : la couleur de la case sur laquelle se trouve le cavalier change à chacun de ses coups. Il lui faut donc toujours un nombre impair de mouvements pour se retrouver sur une case de couleur opposée et un nombre pair pour se retrouver sur une case de même couleur.
Ainsi dans le problème suivant,
|   | a | b | c | d | e | f | g | h |   |
| 8 | Pion noir sur case noire c5 · Pion noir sur case noire b4 · Pion noir sur case blanche c4 · Fou noir sur case noire a3 · Tour noire sur case blanche b3 · Pion noir sur case noire c3 · Pion noir sur case blanche d3 · Dame noire sur case blanche a2 · Pion noir sur case noire b2 · Pion noir sur case blanche c2 · Tour noire sur case noire d2 · Pion noir sur case blanche e2 · Roi blanc sur case noire f2 · Pion blanc sur case noire h2 · Cavalier noir sur case blanche b1 · Roi noir sur case noire c1 · Fou noir sur case blanche d1 · Cavalier noir sur case noire e1 | Pion noir sur case noire c5 · Pion noir sur case noire b4 · Pion noir sur case blanche c4 · Fou noir sur case noire a3 · Tour noire sur case blanche b3 · Pion noir sur case noire c3 · Pion noir sur case blanche d3 · Dame noire sur case blanche a2 · Pion noir sur case noire b2 · Pion noir sur case blanche c2 · Tour noire sur case noire d2 · Pion noir sur case blanche e2 · Roi blanc sur case noire f2 · Pion blanc sur case noire h2 · Cavalier noir sur case blanche b1 · Roi noir sur case noire c1 · Fou noir sur case blanche d1 · Cavalier noir sur case noire e1 | Pion noir sur case noire c5 · Pion noir sur case noire b4 · Pion noir sur case blanche c4 · Fou noir sur case noire a3 · Tour noire sur case blanche b3 · Pion noir sur case noire c3 · Pion noir sur case blanche d3 · Dame noire sur case blanche a2 · Pion noir sur case noire b2 · Pion noir sur case blanche c2 · Tour noire sur case noire d2 · Pion noir sur case blanche e2 · Roi blanc sur case noire f2 · Pion blanc sur case noire h2 · Cavalier noir sur case blanche b1 · Roi noir sur case noire c1 · Fou noir sur case blanche d1 · Cavalier noir sur case noire e1 | Pion noir sur case noire c5 · Pion noir sur case noire b4 · Pion noir sur case blanche c4 · Fou noir sur case noire a3 · Tour noire sur case blanche b3 · Pion noir sur case noire c3 · Pion noir sur case blanche d3 · Dame noire sur case blanche a2 · Pion noir sur case noire b2 · Pion noir sur case blanche c2 · Tour noire sur case noire d2 · Pion noir sur case blanche e2 · Roi blanc sur case noire f2 · Pion blanc sur case noire h2 · Cavalier noir sur case blanche b1 · Roi noir sur case noire c1 · Fou noir sur case blanche d1 · Cavalier noir sur case noire e1 | Pion noir sur case noire c5 · Pion noir sur case noire b4 · Pion noir sur case blanche c4 · Fou noir sur case noire a3 · Tour noire sur case blanche b3 · Pion noir sur case noire c3 · Pion noir sur case blanche d3 · Dame noire sur case blanche a2 · Pion noir sur case noire b2 · Pion noir sur case blanche c2 · Tour noire sur case noire d2 · Pion noir sur case blanche e2 · Roi blanc sur case noire f2 · Pion blanc sur case noire h2 · Cavalier noir sur case blanche b1 · Roi noir sur case noire c1 · Fou noir sur case blanche d1 · Cavalier noir sur case noire e1 | Pion noir sur case noire c5 · Pion noir sur case noire b4 · Pion noir sur case blanche c4 · Fou noir sur case noire a3 · Tour noire sur case blanche b3 · Pion noir sur case noire c3 · Pion noir sur case blanche d3 · Dame noire sur case blanche a2 · Pion noir sur case noire b2 · Pion noir sur case blanche c2 · Tour noire sur case noire d2 · Pion noir sur case blanche e2 · Roi blanc sur case noire f2 · Pion blanc sur case noire h2 · Cavalier noir sur case blanche b1 · Roi noir sur case noire c1 · Fou noir sur case blanche d1 · Cavalier noir sur case noire e1 | Pion noir sur case noire c5 · Pion noir sur case noire b4 · Pion noir sur case blanche c4 · Fou noir sur case noire a3 · Tour noire sur case blanche b3 · Pion noir sur case noire c3 · Pion noir sur case blanche d3 · Dame noire sur case blanche a2 · Pion noir sur case noire b2 · Pion noir sur case blanche c2 · Tour noire sur case noire d2 · Pion noir sur case blanche e2 · Roi blanc sur case noire f2 · Pion blanc sur case noire h2 · Cavalier noir sur case blanche b1 · Roi noir sur case noire c1 · Fou noir sur case blanche d1 · Cavalier noir sur case noire e1 | Pion noir sur case noire c5 · Pion noir sur case noire b4 · Pion noir sur case blanche c4 · Fou noir sur case noire a3 · Tour noire sur case blanche b3 · Pion noir sur case noire c3 · Pion noir sur case blanche d3 · Dame noire sur case blanche a2 · Pion noir sur case noire b2 · Pion noir sur case blanche c2 · Tour noire sur case noire d2 · Pion noir sur case blanche e2 · Roi blanc sur case noire f2 · Pion blanc sur case noire h2 · Cavalier noir sur case blanche b1 · Roi noir sur case noire c1 · Fou noir sur case blanche d1 · Cavalier noir sur case noire e1 | 8 |
| 7 | Pion noir sur case noire c5 · Pion noir sur case noire b4 · Pion noir sur case blanche c4 · Fou noir sur case noire a3 · Tour noire sur case blanche b3 · Pion noir sur case noire c3 · Pion noir sur case blanche d3 · Dame noire sur case blanche a2 · Pion noir sur case noire b2 · Pion noir sur case blanche c2 · Tour noire sur case noire d2 · Pion noir sur case blanche e2 · Roi blanc sur case noire f2 · Pion blanc sur case noire h2 · Cavalier noir sur case blanche b1 · Roi noir sur case noire c1 · Fou noir sur case blanche d1 · Cavalier noir sur case noire e1 | Pion noir sur case noire c5 · Pion noir sur case noire b4 · Pion noir sur case blanche c4 · Fou noir sur case noire a3 · Tour noire sur case blanche b3 · Pion noir sur case noire c3 · Pion noir sur case blanche d3 · Dame noire sur case blanche a2 · Pion noir sur case noire b2 · Pion noir sur case blanche c2 · Tour noire sur case noire d2 · Pion noir sur case blanche e2 · Roi blanc sur case noire f2 · Pion blanc sur case noire h2 · Cavalier noir sur case blanche b1 · Roi noir sur case noire c1 · Fou noir sur case blanche d1 · Cavalier noir sur case noire e1 | Pion noir sur case noire c5 · Pion noir sur case noire b4 · Pion noir sur case blanche c4 · Fou noir sur case noire a3 · Tour noire sur case blanche b3 · Pion noir sur case noire c3 · Pion noir sur case blanche d3 · Dame noire sur case blanche a2 · Pion noir sur case noire b2 · Pion noir sur case blanche c2 · Tour noire sur case noire d2 · Pion noir sur case blanche e2 · Roi blanc sur case noire f2 · Pion blanc sur case noire h2 · Cavalier noir sur case blanche b1 · Roi noir sur case noire c1 · Fou noir sur case blanche d1 · Cavalier noir sur case noire e1 | Pion noir sur case noire c5 · Pion noir sur case noire b4 · Pion noir sur case blanche c4 · Fou noir sur case noire a3 · Tour noire sur case blanche b3 · Pion noir sur case noire c3 · Pion noir sur case blanche d3 · Dame noire sur case blanche a2 · Pion noir sur case noire b2 · Pion noir sur case blanche c2 · Tour noire sur case noire d2 · Pion noir sur case blanche e2 · Roi blanc sur case noire f2 · Pion blanc sur case noire h2 · Cavalier noir sur case blanche b1 · Roi noir sur case noire c1 · Fou noir sur case blanche d1 · Cavalier noir sur case noire e1 | Pion noir sur case noire c5 · Pion noir sur case noire b4 · Pion noir sur case blanche c4 · Fou noir sur case noire a3 · Tour noire sur case blanche b3 · Pion noir sur case noire c3 · Pion noir sur case blanche d3 · Dame noire sur case blanche a2 · Pion noir sur case noire b2 · Pion noir sur case blanche c2 · Tour noire sur case noire d2 · Pion noir sur case blanche e2 · Roi blanc sur case noire f2 · Pion blanc sur case noire h2 · Cavalier noir sur case blanche b1 · Roi noir sur case noire c1 · Fou noir sur case blanche d1 · Cavalier noir sur case noire e1 | Pion noir sur case noire c5 · Pion noir sur case noire b4 · Pion noir sur case blanche c4 · Fou noir sur case noire a3 · Tour noire sur case blanche b3 · Pion noir sur case noire c3 · Pion noir sur case blanche d3 · Dame noire sur case blanche a2 · Pion noir sur case noire b2 · Pion noir sur case blanche c2 · Tour noire sur case noire d2 · Pion noir sur case blanche e2 · Roi blanc sur case noire f2 · Pion blanc sur case noire h2 · Cavalier noir sur case blanche b1 · Roi noir sur case noire c1 · Fou noir sur case blanche d1 · Cavalier noir sur case noire e1 | Pion noir sur case noire c5 · Pion noir sur case noire b4 · Pion noir sur case blanche c4 · Fou noir sur case noire a3 · Tour noire sur case blanche b3 · Pion noir sur case noire c3 · Pion noir sur case blanche d3 · Dame noire sur case blanche a2 · Pion noir sur case noire b2 · Pion noir sur case blanche c2 · Tour noire sur case noire d2 · Pion noir sur case blanche e2 · Roi blanc sur case noire f2 · Pion blanc sur case noire h2 · Cavalier noir sur case blanche b1 · Roi noir sur case noire c1 · Fou noir sur case blanche d1 · Cavalier noir sur case noire e1 | Pion noir sur case noire c5 · Pion noir sur case noire b4 · Pion noir sur case blanche c4 · Fou noir sur case noire a3 · Tour noire sur case blanche b3 · Pion noir sur case noire c3 · Pion noir sur case blanche d3 · Dame noire sur case blanche a2 · Pion noir sur case noire b2 · Pion noir sur case blanche c2 · Tour noire sur case noire d2 · Pion noir sur case blanche e2 · Roi blanc sur case noire f2 · Pion blanc sur case noire h2 · Cavalier noir sur case blanche b1 · Roi noir sur case noire c1 · Fou noir sur case blanche d1 · Cavalier noir sur case noire e1 | 7 |
| 6 | Pion noir sur case noire c5 · Pion noir sur case noire b4 · Pion noir sur case blanche c4 · Fou noir sur case noire a3 · Tour noire sur case blanche b3 · Pion noir sur case noire c3 · Pion noir sur case blanche d3 · Dame noire sur case blanche a2 · Pion noir sur case noire b2 · Pion noir sur case blanche c2 · Tour noire sur case noire d2 · Pion noir sur case blanche e2 · Roi blanc sur case noire f2 · Pion blanc sur case noire h2 · Cavalier noir sur case blanche b1 · Roi noir sur case noire c1 · Fou noir sur case blanche d1 · Cavalier noir sur case noire e1 | Pion noir sur case noire c5 · Pion noir sur case noire b4 · Pion noir sur case blanche c4 · Fou noir sur case noire a3 · Tour noire sur case blanche b3 · Pion noir sur case noire c3 · Pion noir sur case blanche d3 · Dame noire sur case blanche a2 · Pion noir sur case noire b2 · Pion noir sur case blanche c2 · Tour noire sur case noire d2 · Pion noir sur case blanche e2 · Roi blanc sur case noire f2 · Pion blanc sur case noire h2 · Cavalier noir sur case blanche b1 · Roi noir sur case noire c1 · Fou noir sur case blanche d1 · Cavalier noir sur case noire e1 | Pion noir sur case noire c5 · Pion noir sur case noire b4 · Pion noir sur case blanche c4 · Fou noir sur case noire a3 · Tour noire sur case blanche b3 · Pion noir sur case noire c3 · Pion noir sur case blanche d3 · Dame noire sur case blanche a2 · Pion noir sur case noire b2 · Pion noir sur case blanche c2 · Tour noire sur case noire d2 · Pion noir sur case blanche e2 · Roi blanc sur case noire f2 · Pion blanc sur case noire h2 · Cavalier noir sur case blanche b1 · Roi noir sur case noire c1 · Fou noir sur case blanche d1 · Cavalier noir sur case noire e1 | Pion noir sur case noire c5 · Pion noir sur case noire b4 · Pion noir sur case blanche c4 · Fou noir sur case noire a3 · Tour noire sur case blanche b3 · Pion noir sur case noire c3 · Pion noir sur case blanche d3 · Dame noire sur case blanche a2 · Pion noir sur case noire b2 · Pion noir sur case blanche c2 · Tour noire sur case noire d2 · Pion noir sur case blanche e2 · Roi blanc sur case noire f2 · Pion blanc sur case noire h2 · Cavalier noir sur case blanche b1 · Roi noir sur case noire c1 · Fou noir sur case blanche d1 · Cavalier noir sur case noire e1 | Pion noir sur case noire c5 · Pion noir sur case noire b4 · Pion noir sur case blanche c4 · Fou noir sur case noire a3 · Tour noire sur case blanche b3 · Pion noir sur case noire c3 · Pion noir sur case blanche d3 · Dame noire sur case blanche a2 · Pion noir sur case noire b2 · Pion noir sur case blanche c2 · Tour noire sur case noire d2 · Pion noir sur case blanche e2 · Roi blanc sur case noire f2 · Pion blanc sur case noire h2 · Cavalier noir sur case blanche b1 · Roi noir sur case noire c1 · Fou noir sur case blanche d1 · Cavalier noir sur case noire e1 | Pion noir sur case noire c5 · Pion noir sur case noire b4 · Pion noir sur case blanche c4 · Fou noir sur case noire a3 · Tour noire sur case blanche b3 · Pion noir sur case noire c3 · Pion noir sur case blanche d3 · Dame noire sur case blanche a2 · Pion noir sur case noire b2 · Pion noir sur case blanche c2 · Tour noire sur case noire d2 · Pion noir sur case blanche e2 · Roi blanc sur case noire f2 · Pion blanc sur case noire h2 · Cavalier noir sur case blanche b1 · Roi noir sur case noire c1 · Fou noir sur case blanche d1 · Cavalier noir sur case noire e1 | Pion noir sur case noire c5 · Pion noir sur case noire b4 · Pion noir sur case blanche c4 · Fou noir sur case noire a3 · Tour noire sur case blanche b3 · Pion noir sur case noire c3 · Pion noir sur case blanche d3 · Dame noire sur case blanche a2 · Pion noir sur case noire b2 · Pion noir sur case blanche c2 · Tour noire sur case noire d2 · Pion noir sur case blanche e2 · Roi blanc sur case noire f2 · Pion blanc sur case noire h2 · Cavalier noir sur case blanche b1 · Roi noir sur case noire c1 · Fou noir sur case blanche d1 · Cavalier noir sur case noire e1 | Pion noir sur case noire c5 · Pion noir sur case noire b4 · Pion noir sur case blanche c4 · Fou noir sur case noire a3 · Tour noire sur case blanche b3 · Pion noir sur case noire c3 · Pion noir sur case blanche d3 · Dame noire sur case blanche a2 · Pion noir sur case noire b2 · Pion noir sur case blanche c2 · Tour noire sur case noire d2 · Pion noir sur case blanche e2 · Roi blanc sur case noire f2 · Pion blanc sur case noire h2 · Cavalier noir sur case blanche b1 · Roi noir sur case noire c1 · Fou noir sur case blanche d1 · Cavalier noir sur case noire e1 | 6 |
| 5 | Pion noir sur case noire c5 · Pion noir sur case noire b4 · Pion noir sur case blanche c4 · Fou noir sur case noire a3 · Tour noire sur case blanche b3 · Pion noir sur case noire c3 · Pion noir sur case blanche d3 · Dame noire sur case blanche a2 · Pion noir sur case noire b2 · Pion noir sur case blanche c2 · Tour noire sur case noire d2 · Pion noir sur case blanche e2 · Roi blanc sur case noire f2 · Pion blanc sur case noire h2 · Cavalier noir sur case blanche b1 · Roi noir sur case noire c1 · Fou noir sur case blanche d1 · Cavalier noir sur case noire e1 | Pion noir sur case noire c5 · Pion noir sur case noire b4 · Pion noir sur case blanche c4 · Fou noir sur case noire a3 · Tour noire sur case blanche b3 · Pion noir sur case noire c3 · Pion noir sur case blanche d3 · Dame noire sur case blanche a2 · Pion noir sur case noire b2 · Pion noir sur case blanche c2 · Tour noire sur case noire d2 · Pion noir sur case blanche e2 · Roi blanc sur case noire f2 · Pion blanc sur case noire h2 · Cavalier noir sur case blanche b1 · Roi noir sur case noire c1 · Fou noir sur case blanche d1 · Cavalier noir sur case noire e1 | Pion noir sur case noire c5 · Pion noir sur case noire b4 · Pion noir sur case blanche c4 · Fou noir sur case noire a3 · Tour noire sur case blanche b3 · Pion noir sur case noire c3 · Pion noir sur case blanche d3 · Dame noire sur case blanche a2 · Pion noir sur case noire b2 · Pion noir sur case blanche c2 · Tour noire sur case noire d2 · Pion noir sur case blanche e2 · Roi blanc sur case noire f2 · Pion blanc sur case noire h2 · Cavalier noir sur case blanche b1 · Roi noir sur case noire c1 · Fou noir sur case blanche d1 · Cavalier noir sur case noire e1 | Pion noir sur case noire c5 · Pion noir sur case noire b4 · Pion noir sur case blanche c4 · Fou noir sur case noire a3 · Tour noire sur case blanche b3 · Pion noir sur case noire c3 · Pion noir sur case blanche d3 · Dame noire sur case blanche a2 · Pion noir sur case noire b2 · Pion noir sur case blanche c2 · Tour noire sur case noire d2 · Pion noir sur case blanche e2 · Roi blanc sur case noire f2 · Pion blanc sur case noire h2 · Cavalier noir sur case blanche b1 · Roi noir sur case noire c1 · Fou noir sur case blanche d1 · Cavalier noir sur case noire e1 | Pion noir sur case noire c5 · Pion noir sur case noire b4 · Pion noir sur case blanche c4 · Fou noir sur case noire a3 · Tour noire sur case blanche b3 · Pion noir sur case noire c3 · Pion noir sur case blanche d3 · Dame noire sur case blanche a2 · Pion noir sur case noire b2 · Pion noir sur case blanche c2 · Tour noire sur case noire d2 · Pion noir sur case blanche e2 · Roi blanc sur case noire f2 · Pion blanc sur case noire h2 · Cavalier noir sur case blanche b1 · Roi noir sur case noire c1 · Fou noir sur case blanche d1 · Cavalier noir sur case noire e1 | Pion noir sur case noire c5 · Pion noir sur case noire b4 · Pion noir sur case blanche c4 · Fou noir sur case noire a3 · Tour noire sur case blanche b3 · Pion noir sur case noire c3 · Pion noir sur case blanche d3 · Dame noire sur case blanche a2 · Pion noir sur case noire b2 · Pion noir sur case blanche c2 · Tour noire sur case noire d2 · Pion noir sur case blanche e2 · Roi blanc sur case noire f2 · Pion blanc sur case noire h2 · Cavalier noir sur case blanche b1 · Roi noir sur case noire c1 · Fou noir sur case blanche d1 · Cavalier noir sur case noire e1 | Pion noir sur case noire c5 · Pion noir sur case noire b4 · Pion noir sur case blanche c4 · Fou noir sur case noire a3 · Tour noire sur case blanche b3 · Pion noir sur case noire c3 · Pion noir sur case blanche d3 · Dame noire sur case blanche a2 · Pion noir sur case noire b2 · Pion noir sur case blanche c2 · Tour noire sur case noire d2 · Pion noir sur case blanche e2 · Roi blanc sur case noire f2 · Pion blanc sur case noire h2 · Cavalier noir sur case blanche b1 · Roi noir sur case noire c1 · Fou noir sur case blanche d1 · Cavalier noir sur case noire e1 | Pion noir sur case noire c5 · Pion noir sur case noire b4 · Pion noir sur case blanche c4 · Fou noir sur case noire a3 · Tour noire sur case blanche b3 · Pion noir sur case noire c3 · Pion noir sur case blanche d3 · Dame noire sur case blanche a2 · Pion noir sur case noire b2 · Pion noir sur case blanche c2 · Tour noire sur case noire d2 · Pion noir sur case blanche e2 · Roi blanc sur case noire f2 · Pion blanc sur case noire h2 · Cavalier noir sur case blanche b1 · Roi noir sur case noire c1 · Fou noir sur case blanche d1 · Cavalier noir sur case noire e1 | 5 |
| 4 | Pion noir sur case noire c5 · Pion noir sur case noire b4 · Pion noir sur case blanche c4 · Fou noir sur case noire a3 · Tour noire sur case blanche b3 · Pion noir sur case noire c3 · Pion noir sur case blanche d3 · Dame noire sur case blanche a2 · Pion noir sur case noire b2 · Pion noir sur case blanche c2 · Tour noire sur case noire d2 · Pion noir sur case blanche e2 · Roi blanc sur case noire f2 · Pion blanc sur case noire h2 · Cavalier noir sur case blanche b1 · Roi noir sur case noire c1 · Fou noir sur case blanche d1 · Cavalier noir sur case noire e1 | Pion noir sur case noire c5 · Pion noir sur case noire b4 · Pion noir sur case blanche c4 · Fou noir sur case noire a3 · Tour noire sur case blanche b3 · Pion noir sur case noire c3 · Pion noir sur case blanche d3 · Dame noire sur case blanche a2 · Pion noir sur case noire b2 · Pion noir sur case blanche c2 · Tour noire sur case noire d2 · Pion noir sur case blanche e2 · Roi blanc sur case noire f2 · Pion blanc sur case noire h2 · Cavalier noir sur case blanche b1 · Roi noir sur case noire c1 · Fou noir sur case blanche d1 · Cavalier noir sur case noire e1 | Pion noir sur case noire c5 · Pion noir sur case noire b4 · Pion noir sur case blanche c4 · Fou noir sur case noire a3 · Tour noire sur case blanche b3 · Pion noir sur case noire c3 · Pion noir sur case blanche d3 · Dame noire sur case blanche a2 · Pion noir sur case noire b2 · Pion noir sur case blanche c2 · Tour noire sur case noire d2 · Pion noir sur case blanche e2 · Roi blanc sur case noire f2 · Pion blanc sur case noire h2 · Cavalier noir sur case blanche b1 · Roi noir sur case noire c1 · Fou noir sur case blanche d1 · Cavalier noir sur case noire e1 | Pion noir sur case noire c5 · Pion noir sur case noire b4 · Pion noir sur case blanche c4 · Fou noir sur case noire a3 · Tour noire sur case blanche b3 · Pion noir sur case noire c3 · Pion noir sur case blanche d3 · Dame noire sur case blanche a2 · Pion noir sur case noire b2 · Pion noir sur case blanche c2 · Tour noire sur case noire d2 · Pion noir sur case blanche e2 · Roi blanc sur case noire f2 · Pion blanc sur case noire h2 · Cavalier noir sur case blanche b1 · Roi noir sur case noire c1 · Fou noir sur case blanche d1 · Cavalier noir sur case noire e1 | Pion noir sur case noire c5 · Pion noir sur case noire b4 · Pion noir sur case blanche c4 · Fou noir sur case noire a3 · Tour noire sur case blanche b3 · Pion noir sur case noire c3 · Pion noir sur case blanche d3 · Dame noire sur case blanche a2 · Pion noir sur case noire b2 · Pion noir sur case blanche c2 · Tour noire sur case noire d2 · Pion noir sur case blanche e2 · Roi blanc sur case noire f2 · Pion blanc sur case noire h2 · Cavalier noir sur case blanche b1 · Roi noir sur case noire c1 · Fou noir sur case blanche d1 · Cavalier noir sur case noire e1 | Pion noir sur case noire c5 · Pion noir sur case noire b4 · Pion noir sur case blanche c4 · Fou noir sur case noire a3 · Tour noire sur case blanche b3 · Pion noir sur case noire c3 · Pion noir sur case blanche d3 · Dame noire sur case blanche a2 · Pion noir sur case noire b2 · Pion noir sur case blanche c2 · Tour noire sur case noire d2 · Pion noir sur case blanche e2 · Roi blanc sur case noire f2 · Pion blanc sur case noire h2 · Cavalier noir sur case blanche b1 · Roi noir sur case noire c1 · Fou noir sur case blanche d1 · Cavalier noir sur case noire e1 | Pion noir sur case noire c5 · Pion noir sur case noire b4 · Pion noir sur case blanche c4 · Fou noir sur case noire a3 · Tour noire sur case blanche b3 · Pion noir sur case noire c3 · Pion noir sur case blanche d3 · Dame noire sur case blanche a2 · Pion noir sur case noire b2 · Pion noir sur case blanche c2 · Tour noire sur case noire d2 · Pion noir sur case blanche e2 · Roi blanc sur case noire f2 · Pion blanc sur case noire h2 · Cavalier noir sur case blanche b1 · Roi noir sur case noire c1 · Fou noir sur case blanche d1 · Cavalier noir sur case noire e1 | Pion noir sur case noire c5 · Pion noir sur case noire b4 · Pion noir sur case blanche c4 · Fou noir sur case noire a3 · Tour noire sur case blanche b3 · Pion noir sur case noire c3 · Pion noir sur case blanche d3 · Dame noire sur case blanche a2 · Pion noir sur case noire b2 · Pion noir sur case blanche c2 · Tour noire sur case noire d2 · Pion noir sur case blanche e2 · Roi blanc sur case noire f2 · Pion blanc sur case noire h2 · Cavalier noir sur case blanche b1 · Roi noir sur case noire c1 · Fou noir sur case blanche d1 · Cavalier noir sur case noire e1 | 4 |
| 3 | Pion noir sur case noire c5 · Pion noir sur case noire b4 · Pion noir sur case blanche c4 · Fou noir sur case noire a3 · Tour noire sur case blanche b3 · Pion noir sur case noire c3 · Pion noir sur case blanche d3 · Dame noire sur case blanche a2 · Pion noir sur case noire b2 · Pion noir sur case blanche c2 · Tour noire sur case noire d2 · Pion noir sur case blanche e2 · Roi blanc sur case noire f2 · Pion blanc sur case noire h2 · Cavalier noir sur case blanche b1 · Roi noir sur case noire c1 · Fou noir sur case blanche d1 · Cavalier noir sur case noire e1 | Pion noir sur case noire c5 · Pion noir sur case noire b4 · Pion noir sur case blanche c4 · Fou noir sur case noire a3 · Tour noire sur case blanche b3 · Pion noir sur case noire c3 · Pion noir sur case blanche d3 · Dame noire sur case blanche a2 · Pion noir sur case noire b2 · Pion noir sur case blanche c2 · Tour noire sur case noire d2 · Pion noir sur case blanche e2 · Roi blanc sur case noire f2 · Pion blanc sur case noire h2 · Cavalier noir sur case blanche b1 · Roi noir sur case noire c1 · Fou noir sur case blanche d1 · Cavalier noir sur case noire e1 | Pion noir sur case noire c5 · Pion noir sur case noire b4 · Pion noir sur case blanche c4 · Fou noir sur case noire a3 · Tour noire sur case blanche b3 · Pion noir sur case noire c3 · Pion noir sur case blanche d3 · Dame noire sur case blanche a2 · Pion noir sur case noire b2 · Pion noir sur case blanche c2 · Tour noire sur case noire d2 · Pion noir sur case blanche e2 · Roi blanc sur case noire f2 · Pion blanc sur case noire h2 · Cavalier noir sur case blanche b1 · Roi noir sur case noire c1 · Fou noir sur case blanche d1 · Cavalier noir sur case noire e1 | Pion noir sur case noire c5 · Pion noir sur case noire b4 · Pion noir sur case blanche c4 · Fou noir sur case noire a3 · Tour noire sur case blanche b3 · Pion noir sur case noire c3 · Pion noir sur case blanche d3 · Dame noire sur case blanche a2 · Pion noir sur case noire b2 · Pion noir sur case blanche c2 · Tour noire sur case noire d2 · Pion noir sur case blanche e2 · Roi blanc sur case noire f2 · Pion blanc sur case noire h2 · Cavalier noir sur case blanche b1 · Roi noir sur case noire c1 · Fou noir sur case blanche d1 · Cavalier noir sur case noire e1 | Pion noir sur case noire c5 · Pion noir sur case noire b4 · Pion noir sur case blanche c4 · Fou noir sur case noire a3 · Tour noire sur case blanche b3 · Pion noir sur case noire c3 · Pion noir sur case blanche d3 · Dame noire sur case blanche a2 · Pion noir sur case noire b2 · Pion noir sur case blanche c2 · Tour noire sur case noire d2 · Pion noir sur case blanche e2 · Roi blanc sur case noire f2 · Pion blanc sur case noire h2 · Cavalier noir sur case blanche b1 · Roi noir sur case noire c1 · Fou noir sur case blanche d1 · Cavalier noir sur case noire e1 | Pion noir sur case noire c5 · Pion noir sur case noire b4 · Pion noir sur case blanche c4 · Fou noir sur case noire a3 · Tour noire sur case blanche b3 · Pion noir sur case noire c3 · Pion noir sur case blanche d3 · Dame noire sur case blanche a2 · Pion noir sur case noire b2 · Pion noir sur case blanche c2 · Tour noire sur case noire d2 · Pion noir sur case blanche e2 · Roi blanc sur case noire f2 · Pion blanc sur case noire h2 · Cavalier noir sur case blanche b1 · Roi noir sur case noire c1 · Fou noir sur case blanche d1 · Cavalier noir sur case noire e1 | Pion noir sur case noire c5 · Pion noir sur case noire b4 · Pion noir sur case blanche c4 · Fou noir sur case noire a3 · Tour noire sur case blanche b3 · Pion noir sur case noire c3 · Pion noir sur case blanche d3 · Dame noire sur case blanche a2 · Pion noir sur case noire b2 · Pion noir sur case blanche c2 · Tour noire sur case noire d2 · Pion noir sur case blanche e2 · Roi blanc sur case noire f2 · Pion blanc sur case noire h2 · Cavalier noir sur case blanche b1 · Roi noir sur case noire c1 · Fou noir sur case blanche d1 · Cavalier noir sur case noire e1 | Pion noir sur case noire c5 · Pion noir sur case noire b4 · Pion noir sur case blanche c4 · Fou noir sur case noire a3 · Tour noire sur case blanche b3 · Pion noir sur case noire c3 · Pion noir sur case blanche d3 · Dame noire sur case blanche a2 · Pion noir sur case noire b2 · Pion noir sur case blanche c2 · Tour noire sur case noire d2 · Pion noir sur case blanche e2 · Roi blanc sur case noire f2 · Pion blanc sur case noire h2 · Cavalier noir sur case blanche b1 · Roi noir sur case noire c1 · Fou noir sur case blanche d1 · Cavalier noir sur case noire e1 | 3 |
| 2 | Pion noir sur case noire c5 · Pion noir sur case noire b4 · Pion noir sur case blanche c4 · Fou noir sur case noire a3 · Tour noire sur case blanche b3 · Pion noir sur case noire c3 · Pion noir sur case blanche d3 · Dame noire sur case blanche a2 · Pion noir sur case noire b2 · Pion noir sur case blanche c2 · Tour noire sur case noire d2 · Pion noir sur case blanche e2 · Roi blanc sur case noire f2 · Pion blanc sur case noire h2 · Cavalier noir sur case blanche b1 · Roi noir sur case noire c1 · Fou noir sur case blanche d1 · Cavalier noir sur case noire e1 | Pion noir sur case noire c5 · Pion noir sur case noire b4 · Pion noir sur case blanche c4 · Fou noir sur case noire a3 · Tour noire sur case blanche b3 · Pion noir sur case noire c3 · Pion noir sur case blanche d3 · Dame noire sur case blanche a2 · Pion noir sur case noire b2 · Pion noir sur case blanche c2 · Tour noire sur case noire d2 · Pion noir sur case blanche e2 · Roi blanc sur case noire f2 · Pion blanc sur case noire h2 · Cavalier noir sur case blanche b1 · Roi noir sur case noire c1 · Fou noir sur case blanche d1 · Cavalier noir sur case noire e1 | Pion noir sur case noire c5 · Pion noir sur case noire b4 · Pion noir sur case blanche c4 · Fou noir sur case noire a3 · Tour noire sur case blanche b3 · Pion noir sur case noire c3 · Pion noir sur case blanche d3 · Dame noire sur case blanche a2 · Pion noir sur case noire b2 · Pion noir sur case blanche c2 · Tour noire sur case noire d2 · Pion noir sur case blanche e2 · Roi blanc sur case noire f2 · Pion blanc sur case noire h2 · Cavalier noir sur case blanche b1 · Roi noir sur case noire c1 · Fou noir sur case blanche d1 · Cavalier noir sur case noire e1 | Pion noir sur case noire c5 · Pion noir sur case noire b4 · Pion noir sur case blanche c4 · Fou noir sur case noire a3 · Tour noire sur case blanche b3 · Pion noir sur case noire c3 · Pion noir sur case blanche d3 · Dame noire sur case blanche a2 · Pion noir sur case noire b2 · Pion noir sur case blanche c2 · Tour noire sur case noire d2 · Pion noir sur case blanche e2 · Roi blanc sur case noire f2 · Pion blanc sur case noire h2 · Cavalier noir sur case blanche b1 · Roi noir sur case noire c1 · Fou noir sur case blanche d1 · Cavalier noir sur case noire e1 | Pion noir sur case noire c5 · Pion noir sur case noire b4 · Pion noir sur case blanche c4 · Fou noir sur case noire a3 · Tour noire sur case blanche b3 · Pion noir sur case noire c3 · Pion noir sur case blanche d3 · Dame noire sur case blanche a2 · Pion noir sur case noire b2 · Pion noir sur case blanche c2 · Tour noire sur case noire d2 · Pion noir sur case blanche e2 · Roi blanc sur case noire f2 · Pion blanc sur case noire h2 · Cavalier noir sur case blanche b1 · Roi noir sur case noire c1 · Fou noir sur case blanche d1 · Cavalier noir sur case noire e1 | Pion noir sur case noire c5 · Pion noir sur case noire b4 · Pion noir sur case blanche c4 · Fou noir sur case noire a3 · Tour noire sur case blanche b3 · Pion noir sur case noire c3 · Pion noir sur case blanche d3 · Dame noire sur case blanche a2 · Pion noir sur case noire b2 · Pion noir sur case blanche c2 · Tour noire sur case noire d2 · Pion noir sur case blanche e2 · Roi blanc sur case noire f2 · Pion blanc sur case noire h2 · Cavalier noir sur case blanche b1 · Roi noir sur case noire c1 · Fou noir sur case blanche d1 · Cavalier noir sur case noire e1 | Pion noir sur case noire c5 · Pion noir sur case noire b4 · Pion noir sur case blanche c4 · Fou noir sur case noire a3 · Tour noire sur case blanche b3 · Pion noir sur case noire c3 · Pion noir sur case blanche d3 · Dame noire sur case blanche a2 · Pion noir sur case noire b2 · Pion noir sur case blanche c2 · Tour noire sur case noire d2 · Pion noir sur case blanche e2 · Roi blanc sur case noire f2 · Pion blanc sur case noire h2 · Cavalier noir sur case blanche b1 · Roi noir sur case noire c1 · Fou noir sur case blanche d1 · Cavalier noir sur case noire e1 | Pion noir sur case noire c5 · Pion noir sur case noire b4 · Pion noir sur case blanche c4 · Fou noir sur case noire a3 · Tour noire sur case blanche b3 · Pion noir sur case noire c3 · Pion noir sur case blanche d3 · Dame noire sur case blanche a2 · Pion noir sur case noire b2 · Pion noir sur case blanche c2 · Tour noire sur case noire d2 · Pion noir sur case blanche e2 · Roi blanc sur case noire f2 · Pion blanc sur case noire h2 · Cavalier noir sur case blanche b1 · Roi noir sur case noire c1 · Fou noir sur case blanche d1 · Cavalier noir sur case noire e1 | 2 |
| 1 | Pion noir sur case noire c5 · Pion noir sur case noire b4 · Pion noir sur case blanche c4 · Fou noir sur case noire a3 · Tour noire sur case blanche b3 · Pion noir sur case noire c3 · Pion noir sur case blanche d3 · Dame noire sur case blanche a2 · Pion noir sur case noire b2 · Pion noir sur case blanche c2 · Tour noire sur case noire d2 · Pion noir sur case blanche e2 · Roi blanc sur case noire f2 · Pion blanc sur case noire h2 · Cavalier noir sur case blanche b1 · Roi noir sur case noire c1 · Fou noir sur case blanche d1 · Cavalier noir sur case noire e1 | Pion noir sur case noire c5 · Pion noir sur case noire b4 · Pion noir sur case blanche c4 · Fou noir sur case noire a3 · Tour noire sur case blanche b3 · Pion noir sur case noire c3 · Pion noir sur case blanche d3 · Dame noire sur case blanche a2 · Pion noir sur case noire b2 · Pion noir sur case blanche c2 · Tour noire sur case noire d2 · Pion noir sur case blanche e2 · Roi blanc sur case noire f2 · Pion blanc sur case noire h2 · Cavalier noir sur case blanche b1 · Roi noir sur case noire c1 · Fou noir sur case blanche d1 · Cavalier noir sur case noire e1 | Pion noir sur case noire c5 · Pion noir sur case noire b4 · Pion noir sur case blanche c4 · Fou noir sur case noire a3 · Tour noire sur case blanche b3 · Pion noir sur case noire c3 · Pion noir sur case blanche d3 · Dame noire sur case blanche a2 · Pion noir sur case noire b2 · Pion noir sur case blanche c2 · Tour noire sur case noire d2 · Pion noir sur case blanche e2 · Roi blanc sur case noire f2 · Pion blanc sur case noire h2 · Cavalier noir sur case blanche b1 · Roi noir sur case noire c1 · Fou noir sur case blanche d1 · Cavalier noir sur case noire e1 | Pion noir sur case noire c5 · Pion noir sur case noire b4 · Pion noir sur case blanche c4 · Fou noir sur case noire a3 · Tour noire sur case blanche b3 · Pion noir sur case noire c3 · Pion noir sur case blanche d3 · Dame noire sur case blanche a2 · Pion noir sur case noire b2 · Pion noir sur case blanche c2 · Tour noire sur case noire d2 · Pion noir sur case blanche e2 · Roi blanc sur case noire f2 · Pion blanc sur case noire h2 · Cavalier noir sur case blanche b1 · Roi noir sur case noire c1 · Fou noir sur case blanche d1 · Cavalier noir sur case noire e1 | Pion noir sur case noire c5 · Pion noir sur case noire b4 · Pion noir sur case blanche c4 · Fou noir sur case noire a3 · Tour noire sur case blanche b3 · Pion noir sur case noire c3 · Pion noir sur case blanche d3 · Dame noire sur case blanche a2 · Pion noir sur case noire b2 · Pion noir sur case blanche c2 · Tour noire sur case noire d2 · Pion noir sur case blanche e2 · Roi blanc sur case noire f2 · Pion blanc sur case noire h2 · Cavalier noir sur case blanche b1 · Roi noir sur case noire c1 · Fou noir sur case blanche d1 · Cavalier noir sur case noire e1 | Pion noir sur case noire c5 · Pion noir sur case noire b4 · Pion noir sur case blanche c4 · Fou noir sur case noire a3 · Tour noire sur case blanche b3 · Pion noir sur case noire c3 · Pion noir sur case blanche d3 · Dame noire sur case blanche a2 · Pion noir sur case noire b2 · Pion noir sur case blanche c2 · Tour noire sur case noire d2 · Pion noir sur case blanche e2 · Roi blanc sur case noire f2 · Pion blanc sur case noire h2 · Cavalier noir sur case blanche b1 · Roi noir sur case noire c1 · Fou noir sur case blanche d1 · Cavalier noir sur case noire e1 | Pion noir sur case noire c5 · Pion noir sur case noire b4 · Pion noir sur case blanche c4 · Fou noir sur case noire a3 · Tour noire sur case blanche b3 · Pion noir sur case noire c3 · Pion noir sur case blanche d3 · Dame noire sur case blanche a2 · Pion noir sur case noire b2 · Pion noir sur case blanche c2 · Tour noire sur case noire d2 · Pion noir sur case blanche e2 · Roi blanc sur case noire f2 · Pion blanc sur case noire h2 · Cavalier noir sur case blanche b1 · Roi noir sur case noire c1 · Fou noir sur case blanche d1 · Cavalier noir sur case noire e1 | Pion noir sur case noire c5 · Pion noir sur case noire b4 · Pion noir sur case blanche c4 · Fou noir sur case noire a3 · Tour noire sur case blanche b3 · Pion noir sur case noire c3 · Pion noir sur case blanche d3 · Dame noire sur case blanche a2 · Pion noir sur case noire b2 · Pion noir sur case blanche c2 · Tour noire sur case noire d2 · Pion noir sur case blanche e2 · Roi blanc sur case noire f2 · Pion blanc sur case noire h2 · Cavalier noir sur case blanche b1 · Roi noir sur case noire c1 · Fou noir sur case blanche d1 · Cavalier noir sur case noire e1 | 1 |
|   | a | b | c | d | e | f | g | h |   |

Blanc doit jouer immédiatement 1. R×e1 puis amener le pion sur la case h8 pour une sous-promotion en cavalier et viser la prise de la tour en b3 pour un mat à l'étouffée. Durant tout ce temps, Noir ne peut que faire aller et venir sa dame entre a2 (case blanche) et a1 (case noire). L'objectif est donc que lorsque Blanc jouera C×b3, la dame noire soit sur la case a1 (noire) et non sur la case a2 (blanche). Comme la case sur laquelle se trouve le cavalier change de couleur à chaque coup, il faut que lorsque Blanc jouera h8C la dame noire soit en a2 (après quoi le cavalier blanc prendra les pions c5 puis c4 avant de mater). Pour que cela soit possible, il s'ensuit que le coup blanc gagnant est 2.h3! et non pas 2.h4? qui ne permet que la nulle.

## Notation
Dans la notation algébrique en français, le cavalier est représenté par la lettre C, comme en espagnol (pour caballo). La notation en allemand emploie la lettre S (pour springer) ; celle en anglais la lettre N (pour knight) ; celle en russe K (pour конь).

## Unicode
Unicode définit deux points de code pour le cavalier :
- U+2658 ♘ cavalier blanc d'échecs blanc (HTML : &#9816; )
- U+265E ♞ cavalier noir du jeu d'échecs (HTML : &#9822; )

## Jeux apparentés aux échecs

### Shōgi
Au shōgi (échecs japonais), il existe une pièce similaire de même nom et avec la même capacité de mouvement, à la seule différence que celle-ci ne peut se déplacer qu'en avant, sans possibilité de retour, ce qui la rend beaucoup moins intéressante que le cavalier occidental. Il existe d'ailleurs une variante du shōgi, où, inspiré par le jeu d'échecs, le cavalier est doté des mêmes capacités de déplacement.

### Xiangqi
Au xiangqi (échecs chinois), on trouve une pièce de même nom qui a presque le même déplacement que le cavalier, à ceci près qu'il ne peut sauter par-dessus d'autres pièces. Un cavalier est ainsi bloqué par toute pièce, alliée ou non, située sur une intersection adjacente de la même ligne ou colonne.

## Galerie d'images

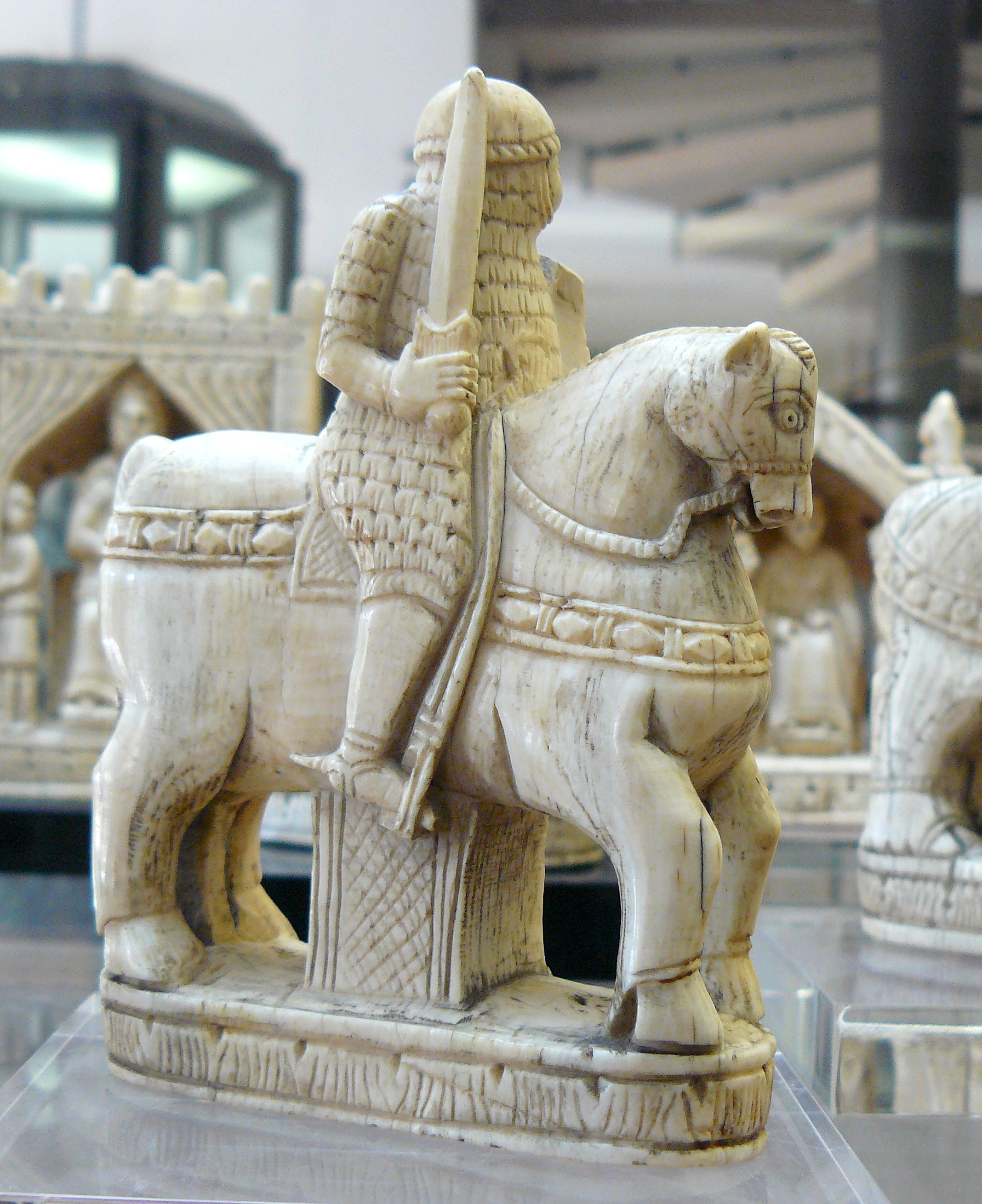
Cavalier, jeu d'échecs dit « de Charlemagne », fabriqué à la fin du XIe siècle en Italie méridionale, peut-être à Salerne
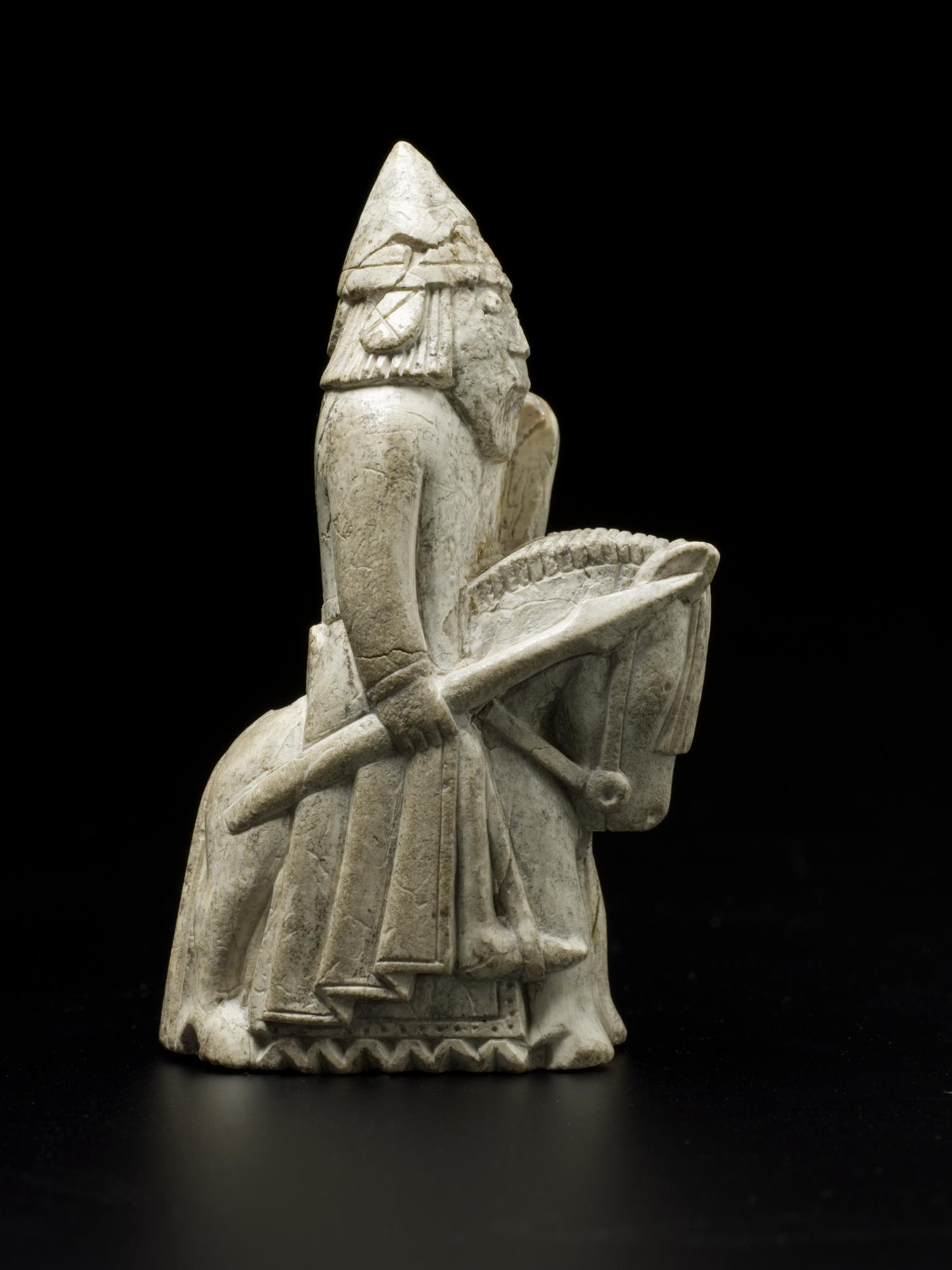
Cavalier, jeu d'échecs de Lewis, probablement fabriqué au XIIe siècle en Norvège, peut-être à Trondheim
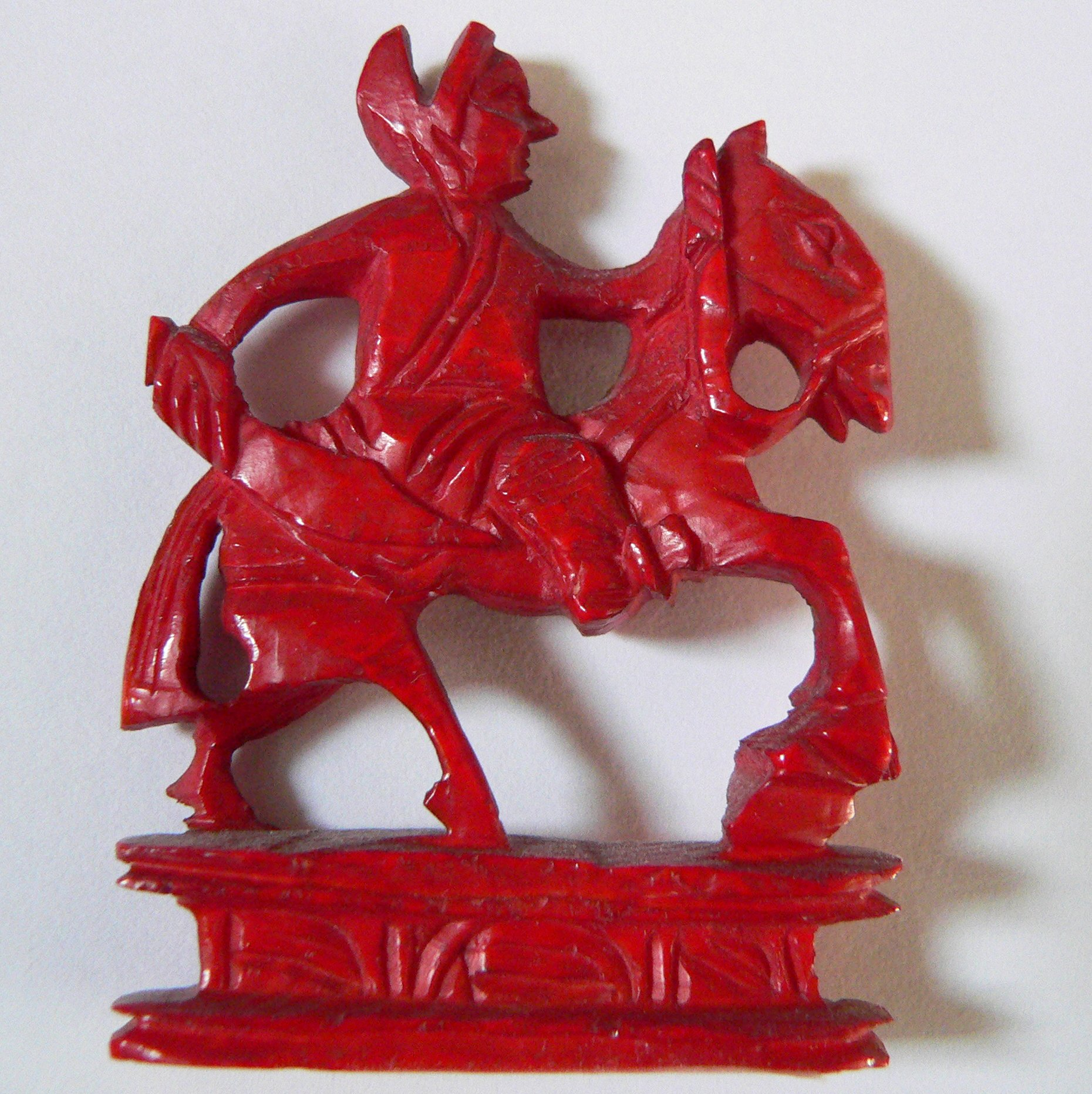
Cavalier, jeu d'échecs chinois en ivoire du XIXe siècle

### Sources
- Steve Mayer, Bishop v Knight: the verdict. Which is the stronger minor piece?, Batsford, 1997  (ISBN 0-7134-8215-X).
- José Raúl Capablanca, Principes fondamentaux du jeu d'échecs, Payot, 1992,  (ISBN 978-2-228-88148-7), p. 49-52. Titre original:Chess Fundamentals, paru en 1920.

### En dehors des échecs
- François Pingaud, « Perspectives cavalières », Jeux et Stratégie, no 40,‎ août-septembre 1986, p. 62-63.